# Blancpain

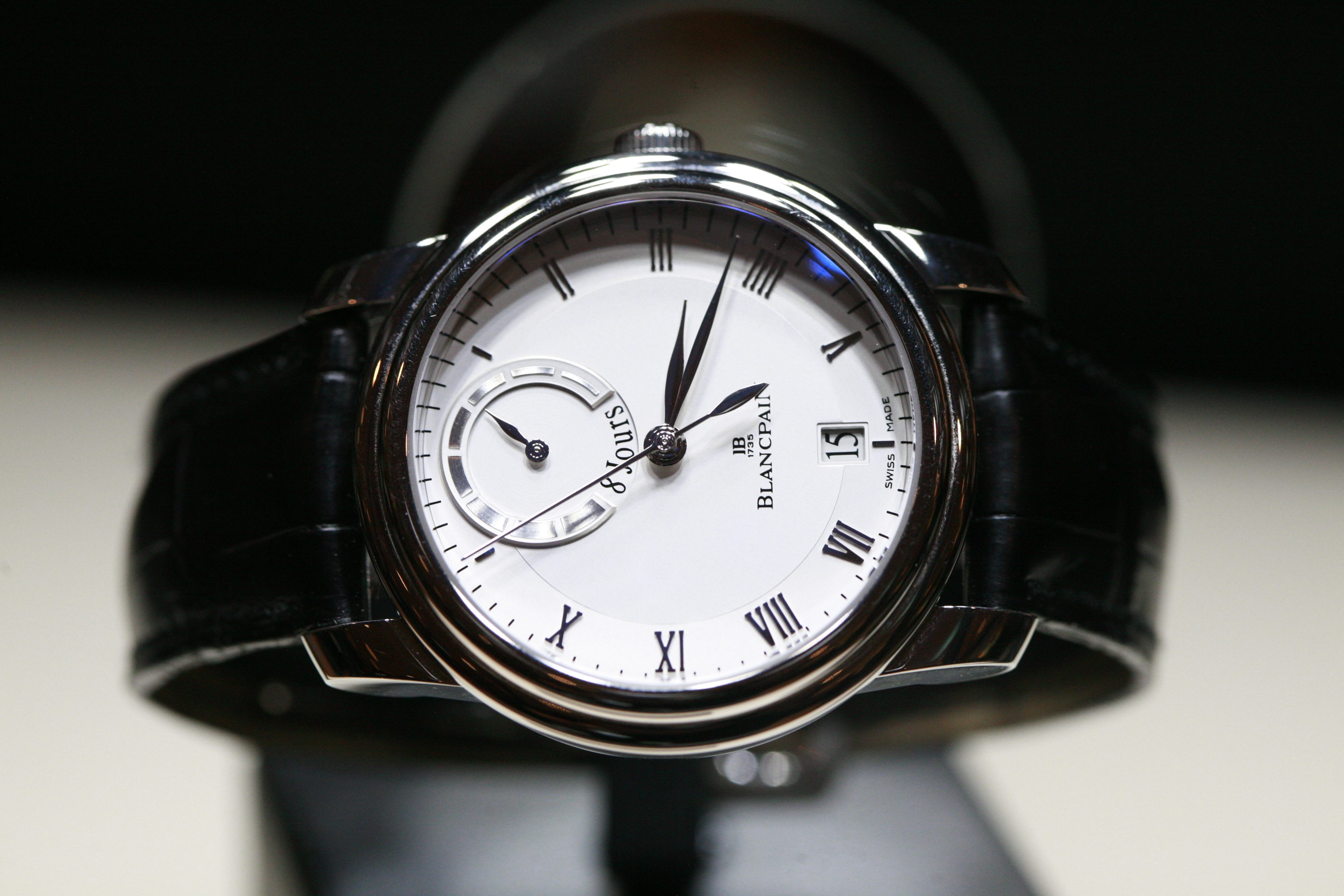
Blancpain Villeret con 8 giorni di riserva di carica.

Blancpain è una manifattura svizzera di orologi meccanici di lusso. Fondata nel 1735 a Villeret da Jehan-Jacques Blancpain, è il più antico marchio di orologi ancora esistente al mondo.

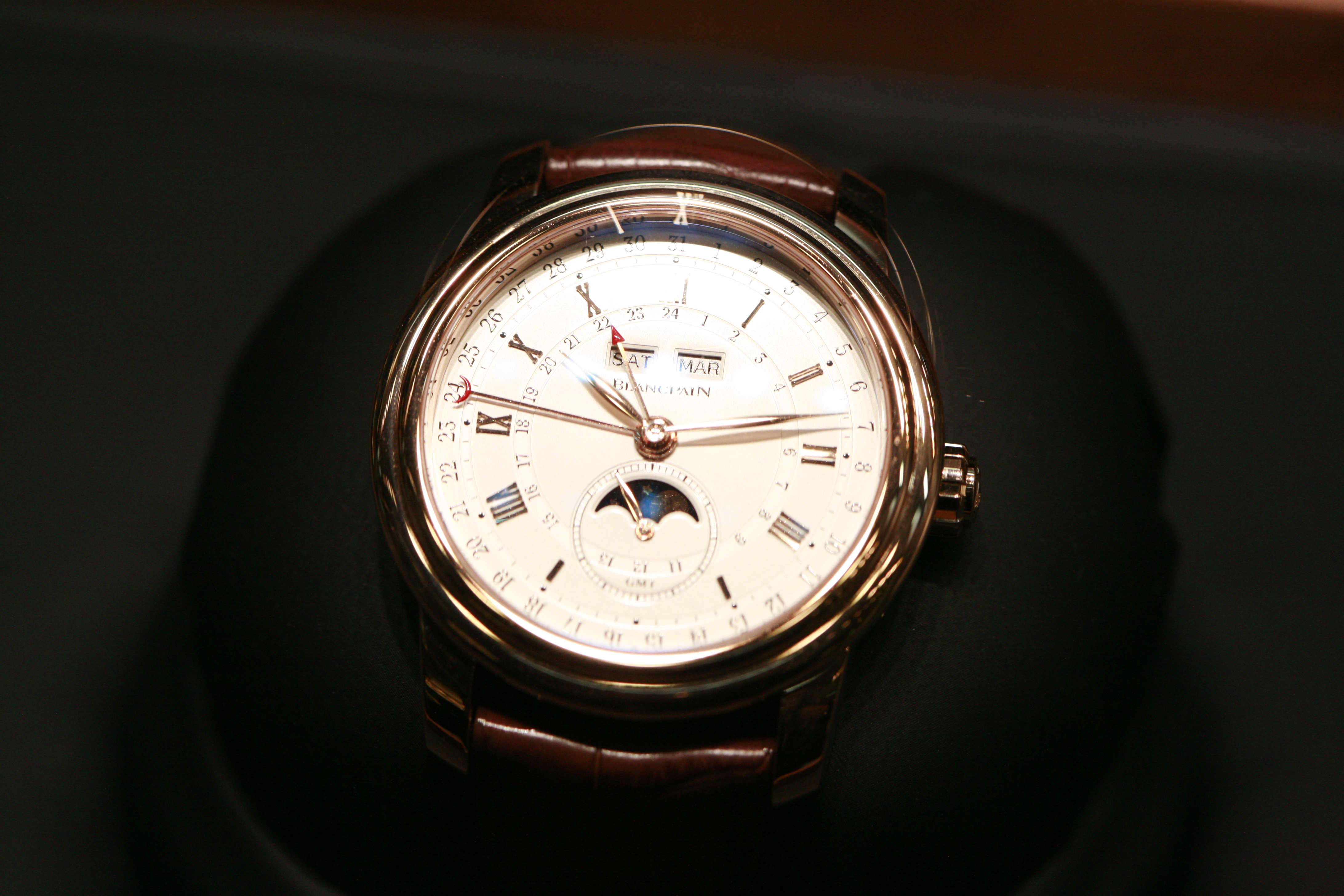
Blancpain Villeret GMT

Blancpain produce oggi i propri orologi nei laboratori di Le Brassus, nella Valle di Joux. Dal 1992 l'azienda è una sussidiaria dello Swatch Group.

## Storia

### Dalla fondazione ai primi del Novecento
La nascita di Blancpain si perde tra le pagine della storia. A partire dagli anni Ottanta del Novecento (epoca in cui l'azienda era stata acquistata da Frédéric Piguet), l'anno di riferimento per la nascita della Maison è il 1735, cosa che renderebbe de facto Blancpain come l'azienda orologiera tutt'ora in attività più antica al mondo, seppur per un buon lasso temporale non abbia più prodotto orologi. Restando pertanto a quanto dichiarato dalla stessa azienda tutt'oggi, Blancpain venne fondata nel 1735 a Villeret, in Svizzera, da Jehan-Jacques Blancpain.
Nel corso del XVIII secolo la manifattura si espande con successo e tra il 1815 ed il 1830 Frédéric-Louis e Frédéric-Emile Blancpain, rispettivamente nipote e pronipote oltre che eredi del fondatore Jehan-Jacques, modernizzano lo scappamento dei movimenti, realizzarono i primi orologi ultrapiatti e ne espandono la produzione grazie all'applicazione dei primi metodi industriali e di produzione in serie. Fu Frédéric-Emile (la quarta generazione di Blancpain) a dare il nome Blancpain alla maison.
Ad inizio Novecento Blancpain diviene la più importante azienda di Villeret ed aveva attirato l'attenzione di altre aziende orologere visto che all'inizio del secolo erano una ventina le Maison produttrici di segnatempo con sede a Villeret.
Nel 1926 Blancpain produce i primi orologi da polso a carica automatica basati sul brevetto di John Harwood, con respingenti e non con il rotore libero, all'epoca brevetto Rolex. Blancpain fu una delle prime Maison che collaborarono con Harwood per realizzare calibri con il suo rotore brevettato. Fino agli anni Sessanta, diversi solotempo di casa Blancpain montarono movimenti AS (Adolf Schild), i quali industrializzarono il rotore a respingenti di John Harwood.

### Il passaggio di proprietà: Betty Fiechter, la prima donna a capo di un'azienda orologiera

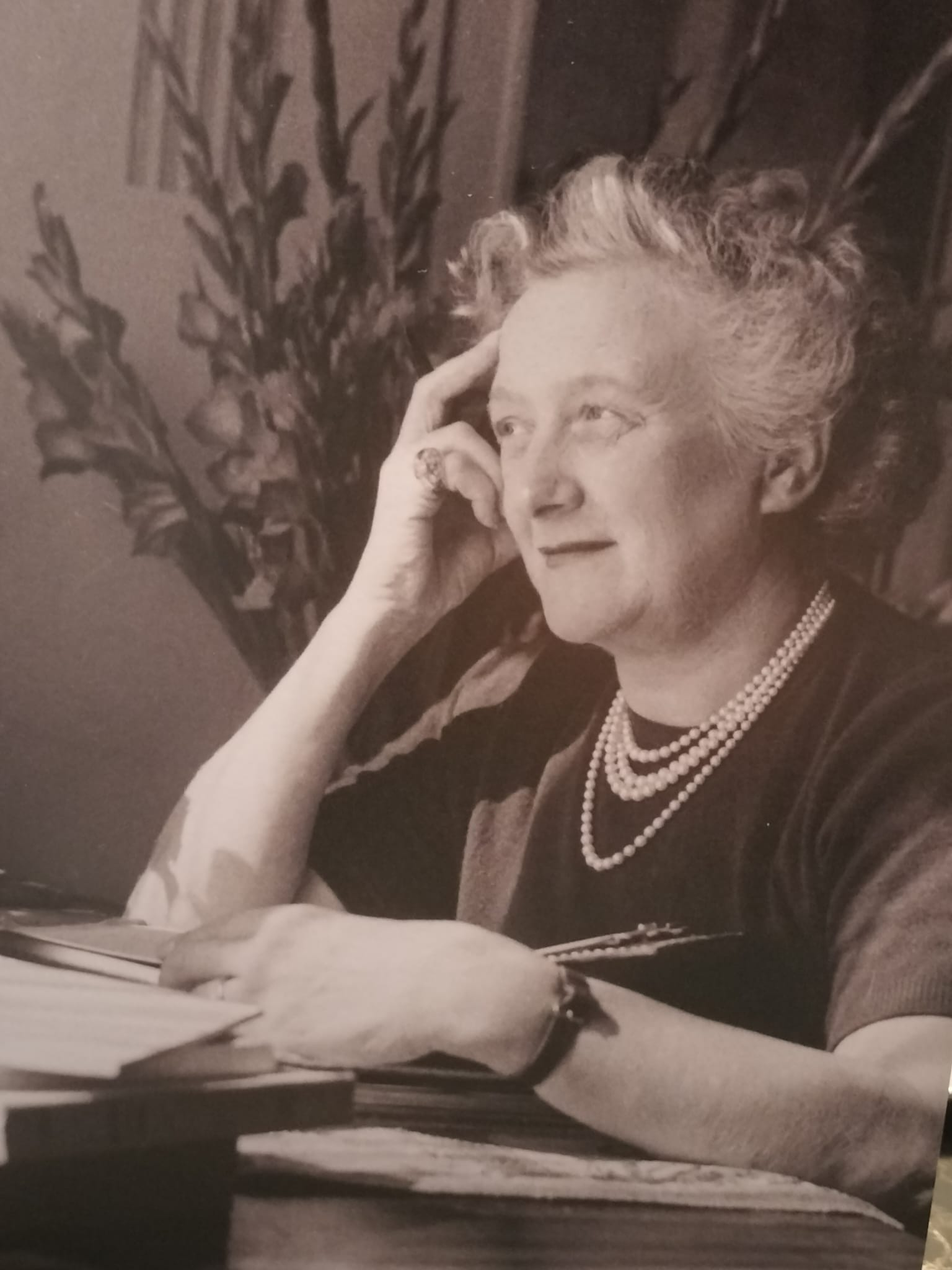
Fotografia di Betty Fiechter, alla guida dell'azienda dal 1932 al 1950

Il 1932 vede la fine della conduzione familiare dell'azienda, dopo quasi due secoli di tradizione. Alla morte di Frédéric-Emile Blancpain, infatti, la figlia ed unica erede Nellie, non volendo continuare l'attività di famiglia, vende la ditta a due dei collaboratori più stretti del padre, Berthe-Marie Fiechter (chiamata Betty, già collaboratrice della Maison dal 1912) e André Léal (anch'egli lavoratore dell'azienda e incaricato dei mercati esteri). Blancpain perciò cambia di proprietà dopo sei generazioni, sebbene questo passaggio di proprietà consentisse la continuità aziendale dal momento che da almeno un decennio Betty Fiechter era a stretto contatto lavorativo con Frédéric-Emile Blancpain. Secondo le leggi in vigore all'epoca, poiché nella ditta non lavorava più neppure un membro della famiglia fondatrice, Blancpain deve per un periodo cambiare nome in Rayville, un omofono anagrammato di Villeret. Le attività non subiscono, tuttavia, alcun cambiamento sostanziale. Si tratta di una delle prime aziende in assoluto ad avere al vertice operativo una donna, in quanto il comando viene assunto proprio da Betty Fiechter.
La Fiechter era intrinsecamente legata a Blancpain ancor prima di lavorarci: suo padre Jacob, infatti, era titolare di un'azienda fornitrice di componenti e movimenti di orologi (chiamata Manufacture d'Ebauches Compliquées Eugène Rahm), che nel 1914 venne inglobata proprio in Blancpain.

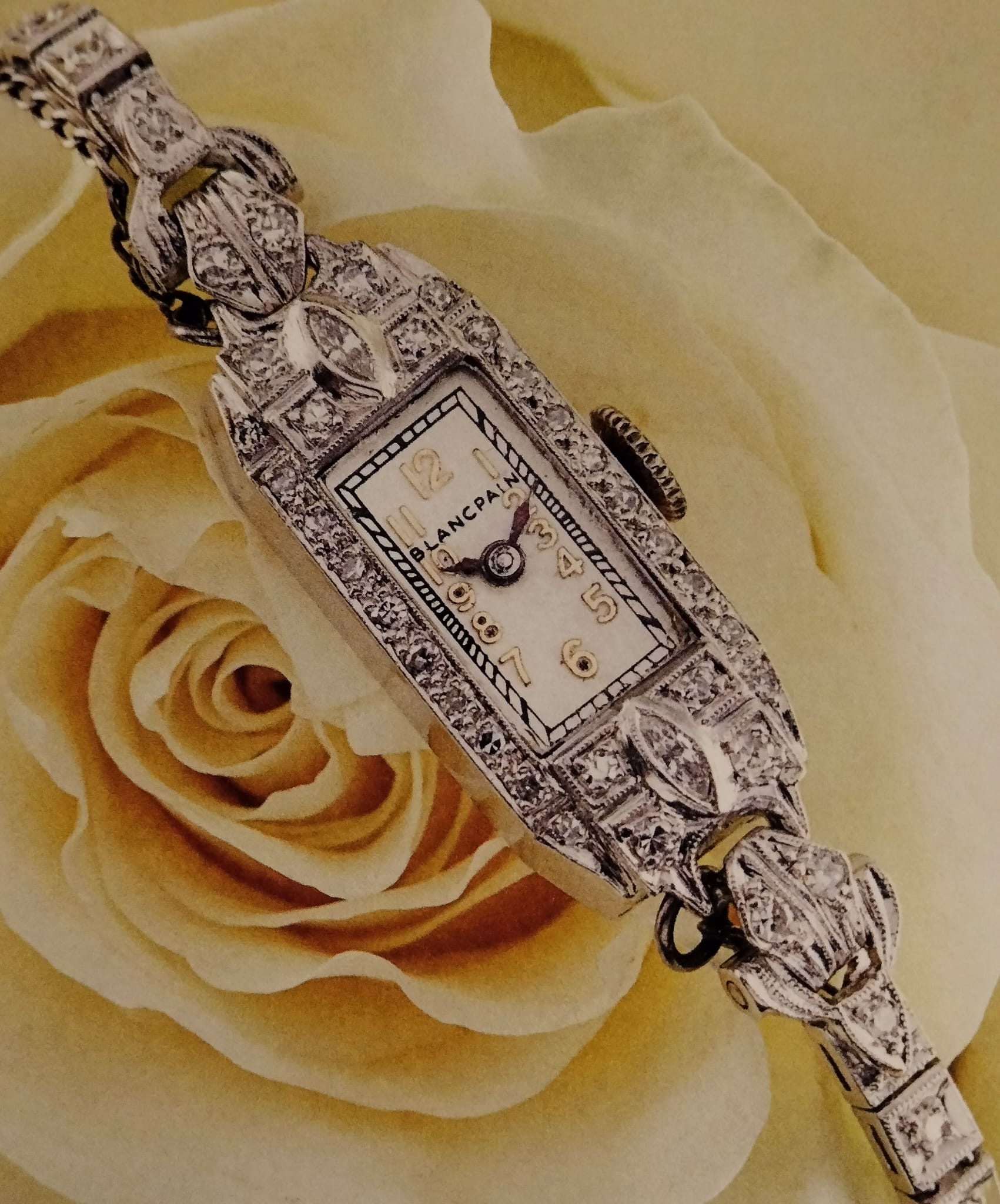
Blancpain appartenuto a Marilyn Monroe

Durante i primi anni Trenta la nuova proprietaria ha dovuto scontrarsi con la dura realtà della grande depressione, che ha colpito anche l'industria orologiera, ma ha continuato a produrre orologi concentrandosi anche sui modelli femminili, realizzati con movimenti piccolissimi. La fama di specializzazione in orologi destinati al pubblico femminile ha fatto sì che uno di questi piccoli capolavori, un esemplare unico, finisse al polso di Marilyn Monroe negli anni Cinquanta. Oltre agli orologi, Rayville diventa anche un'azienda produttrice di movimenti.
A seguito del buon successo, l'azienda riesce ad esportare anche negli Stati Uniti, in cui manda movimenti e casse non assemblate al fine di evitare di pagare pesanti dazi per poi montarli in loco.
Nel 1939 André Léal muore in un incidente durante un viaggio di lavoro, lasciando la Fiechter unica proprietaria.

### 1950-1960: la nascita del Fifty Fathoms e l'ingresso in SSIH

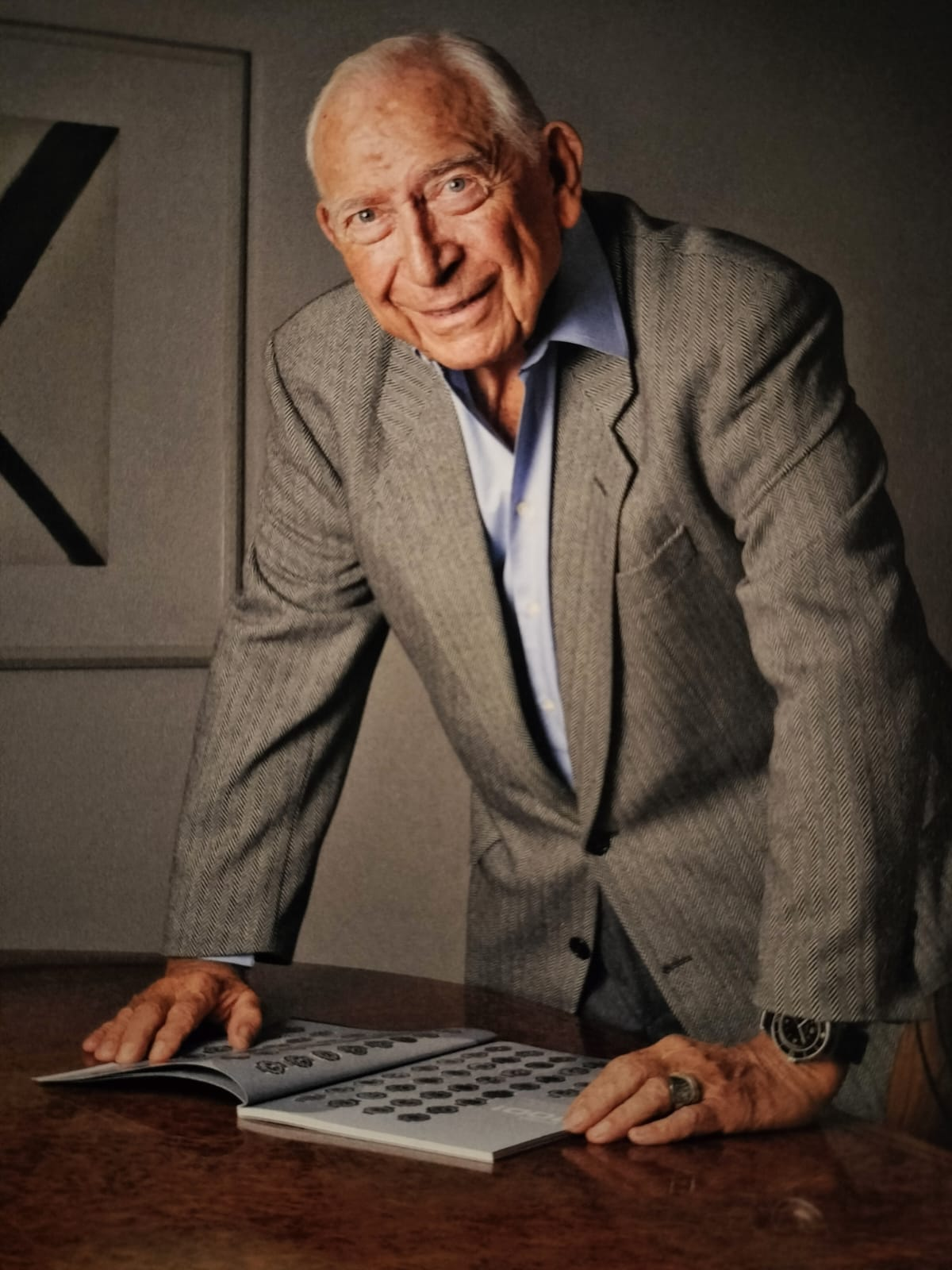
Jean-Jacques Fiechter, nipote di Betty e dirigente di Blancpain dal 1950 fino al 1980, finché l'azienda passò nelle mani di Frédéric-Piguet e Jean-Claude Biver.Fu anche grazie alla passione per le immersioni di Fiechter che Blancpain sviluppò il Fifty Fathoms.

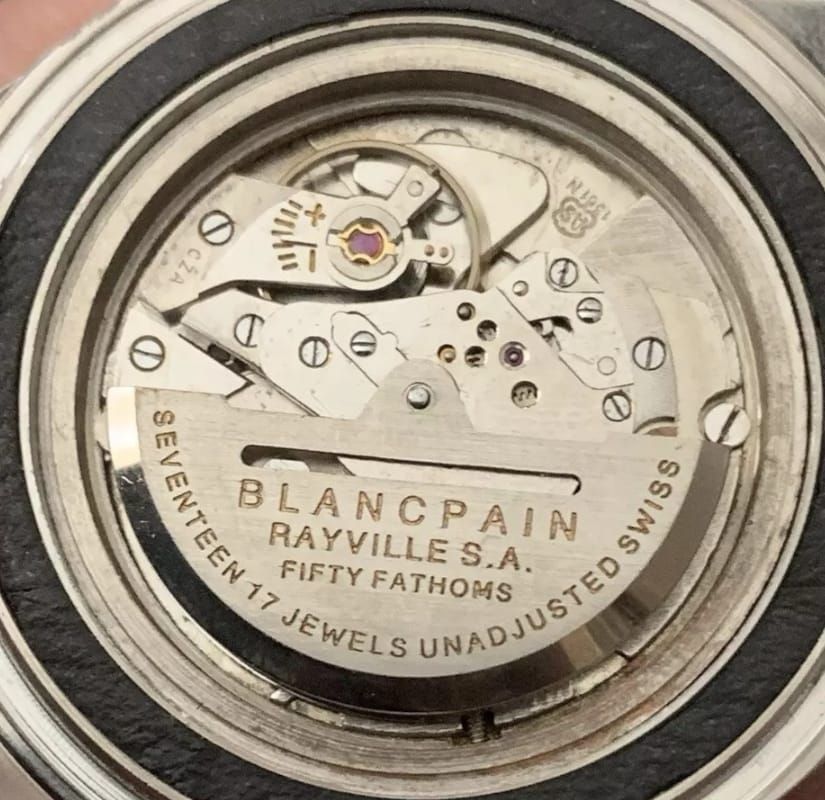
Calibro automatico Adolf Schild 1361 N montato su un Blancpain Fifty Fathoms vintage

Nel 1950 Betty Fiechter cedette la carica di Amministratore delegato a suo nipote Jean-Jacques Fiechter, figlio del fratello Jacques-René, a seguito di un tumore che la costrinse a pensare ad un suo successore. La successione al timone aziendale ha contribuito in maniera determinante alla realizzazione di uno dei primi diver della storia dell'orologeria. Jean-Jacques era infatti un subacqueo amatoriale e si trovava costantemente a notare le criticità degli orologi impermeabili del periodo. Progetta pertanto un segnatempo con caratteristiche fondamentali per l'utilizzo in acqua, come l'elevata leggibilità e l'impermeabilità, garantita anche da diversi brevetti depositati, come quello dell'impermeabilizzazione della corona di carica (ancora a pressione), del fondello (a vite), dotato di un'apposita guarnizione più resistente, e un sistema di blocco della ghiera (all'epoca bidirezionale). Infine il Fifty Fathoms era anche dotato di movimento automatico (solitamente un AS 1361) per evitare l'usura della corona di carica e delle guarnizioni ed un'ulteriore cassa in ferro dolce che ne conferiva proprietà antimagnetiche.
Il Blancpain Fifty Fathoms vede la luce nel 1953 e le sue caratteristiche vennero migliorate anche grazie alle richieste del capitano Robert "Bob" Maloubier e del tenente di vascello Claude Riffaud dei neonati Nageuers de combat, il corpo speciale sommozzatori della Marine nationale francese. Questo corpo speciale francese, però, a seguito delle leggi restrittive transalpine, non poteva acquistare orologi di un marchio non francese, e così Blancpain decise di stringere una collaborazione con l'azienda Spirotechnique, al fine di commercializzare il Fifty Fathoms a doppio marchio Blancpain Aqua Lung.
Quest'orologio viene considerato, assieme al Rolex Submariner, uno dei primi due diver della storia dell'orologeria.
Il modello riscuote un notevole successo e, negli anni successivi, viene adottato anche dalle forze armate israeliane, tedesche (con l'iconico modello chiamato Barakuda per via del nome del fornitore dei quadranti), svedesi, spagnole, norvegesi, danesi, finlandesi e dai Navy SEAL americani. In quest'ultimo caso, a causa della stringente politica d'approvvigionamento delle forze armate americane che impedivano l'acquisto di materiale non Made in USA, viene creata ad hoc la compagnia Tornek-Rayville, sotto il cui nome vengono venduti i Fifty Fathoms rietichettati (il nome era Tornek-Rayville TR 900). Tra tutti gli orologi testati dalla marina militare statunitense, solo questo concluse positivamente tutti i duri test a cui è stato sottoposto. La marina ordinò 1100 di questi esemplari.

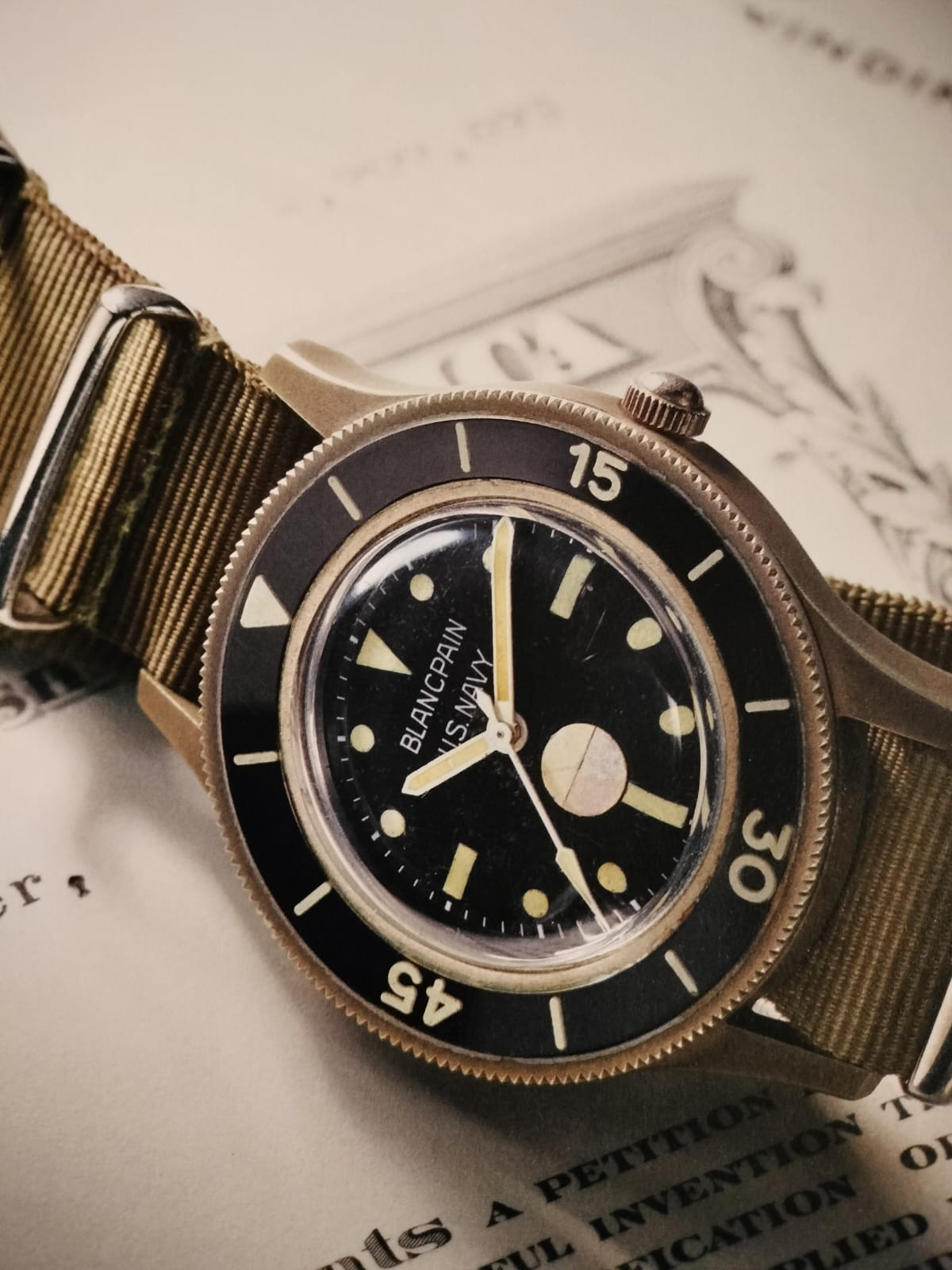
Un Blancpain Mil-Spec realizzato per gli U.S. NAVY SEALS

Il nome Tornek deriva dal cognome del distributore statunitense, Allen V. Tornek, conosciuto da René Fiechter, fratello di Jean-Jacques e addetto al commercio negli USA. Per la marina statunitense è stata concepita un'apposita versione del modello, poi ribattezzata "Mil-Spec" e riproposta anche per l'uso civile decenni dopo, caratterizzata dall'indicatore di umidità sul quadrante. Molti di questi orologi sono andati distrutti una volta cessato il loro utilizzo in quanto contenenti vernice al radio. A seguito di prolungati test effettuati dalla marina statunitense, anche durante alcuni test atomici sottomarini, gli orologi superarono tutte le prove.
Nel 1956 è il turno del Bathyscaphe, un altro diver con caratteristiche simili al Fifty Fathoms, ma dalle dimensioni più contenute e maggiormente adatto all'utilizzo quotidiano.
Il nome dell'orologio deriva dalla profondità massima garantita dalla prima versione del modello: 50 (fifty) braccia (fathoms), appunto, corrispondenti a circa 100 metri. L'uso civile e sportivo di alcuni di questi orologi fanno nascere un modello iconico soprannominato "No Rad", fornito originariamente ai Kampfschwimmer (la marina militare tedesca), il quale è contraddistinto dalla dicitura dell'assenza di materiale radioattivo luminescente su lancette e indici. Ben presto il successo dei Fifty Fathoms ha attirato l'attenzione anche di altre case orologiere come la francese LIP ed Abercrombie le quali distribuivano i Fifty Fathoms con un doppio marchio sul quadrante.
Sempre nel 1956 viene presentato il movimento Ladybird 550, un calibro meccanico a carica manuale che vinse il record per essere il meccanismo rotondo più piccolo del mondo, con suoi 11.85 mm di diametro. Il suo bilanciere misurava appena 5 mm. Un'altra azienda particolarmente attenta alla realizzazione di movimenti di piccole dimensioni era Jaeger-LeCoultre, la quale già negli anni Trenta aveva presentato il suo calibro 101. Sulla scia dell'esperienza di Jaeger, Blancpain realizzò il suo calibro 59, di forma rettangolare, largo 7 mm e lungo 18,6 mm.

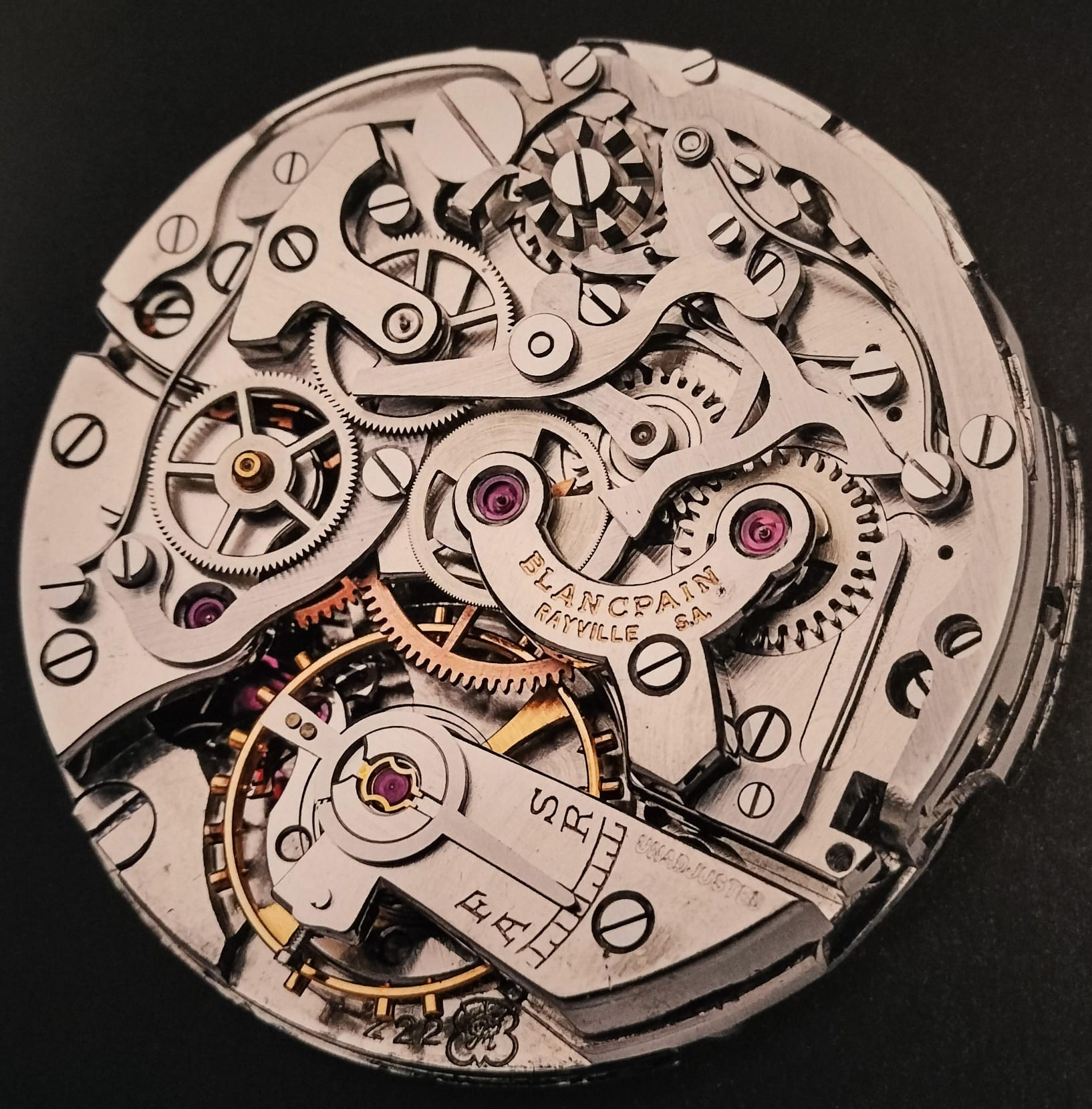
Movimento cronografico flyback Valjoux 222 personalizzato da Blancpain, montato sull'Air Command.

Oltre al legame con le immersioni, Blancpain negli anni Cinquanta presenta quello che è ancora oggi il cronografo più famoso della Maison: l'Air Command, alimentato dal movimento a carica manuale con funzione flyback Valjoux 222.
Tra gli anni Cinquanta e i primi Sessanta si incontra il momento di maggior successo commerciale dell'azienda, che da un lato continua a realizzare orologi da donna, e dall'altro i diver Fifty Fathoms.
A fine anni Cinquanta nasce il Cyclotron, dotato di movimento di manifattura Rayville R-300 e ben 53 rubini, un record per l'epoca. Un elemento di prestigio in un'epoca in cui era aperta la corsa a chi riuscisse ad utilizzare più rubini in un movimento.
Progressivamente, verso l'inizio degli anni Sessanta, il Fifty Fathoms inizia a diffondersi anche presso il pubblico e non è infrequente trovare alcune versioni destinate ai privati con la scritta "Aqualung" sul quadrante, come ricordo della collaborazione con l'esploratore subacqueo Jacques Cousteau il quale aveva inventato qualche anno prima l'omonimo erogatore.
Nel 1961, per far fronte alla crescente domanda del mercato, Blancpain-Rayville entra a far parte della Société Suisse pour l'Industrie Horlogère SA (SSIH), insieme ad Omega, Tissot e Lemania. Nonostante l'ingresso in SSIH, Betty Fiechter resta a capo dell'azienda ed entra nel CDA di questa holding.

### 1970: La rivoluzione del quarzo e la cessazione della produzione
Nel 1971 Betty Fiechter muore. In questo momento l'allora amministratore delegato di Blancpain Jean-Jacques Fiechter, nipote di Betty.
Tra la fine degli anni Sessanta e i primi Settanta troviamo alcuni nuovi Fifty Fathoms con estetica tipica del periodo, come ad esempio le casse ovali, e con un'impermeabilità promessa fino a 1000 metri.
L'azienda, già parte di SSIH, cessa di produrre orologi a metà anni Settanta, dopo che la produzione arrivò anche a toccare i 200.000 orologi l'anno, un risultato mai più raggiunto. L'ultima apparizione del marchio avviene alla Fiera di Basilea del 1975. All'interno del gruppo SSIH, infatti, Blancpain-Rayville viene maggiormente utilizzata come azienda produttrice di movimenti che come casa che commercializza orologi.
Negli anni Settanta, infatti, la rivoluzione del quarzo portata in primis dal Giappone con Seiko e la crisi energetica provocano una brusca riduzione delle vendite in tutto il settore orologiero e Blancpain ne risente. L'intero gruppo SSIH versa in situazione di difficoltà e Nicolas Hayek, uomo di punta della holding, viene incaricato di cedere il marchio Blancpain che in quel momento era completamente in letargo, dal momento che non realizzava più movimenti, ed il suo stabilimento produttivo a Villeret era in disuso.

### 1980: I capolavori dell'era Biver
Nel 1982, SSIH cede Blancpain-Rayville a Jacques Piguet, erede e dirigente della compagnia Frédéric Piguet S.A. (non correlata ad Audemars Piguet). L'azienda viene rilevata per 22.000 franchi svizzeri, ma al momento della rilevazione è sostanzialmente formata solo dal marchio, priva di stabilimenti, movimenti e macchinari produttivi che erano stati assorbiti in SSIH. Il cambio di proprietà pertanto corrisponde anche allo spostamento della sede da Villeret a Le Brassus.

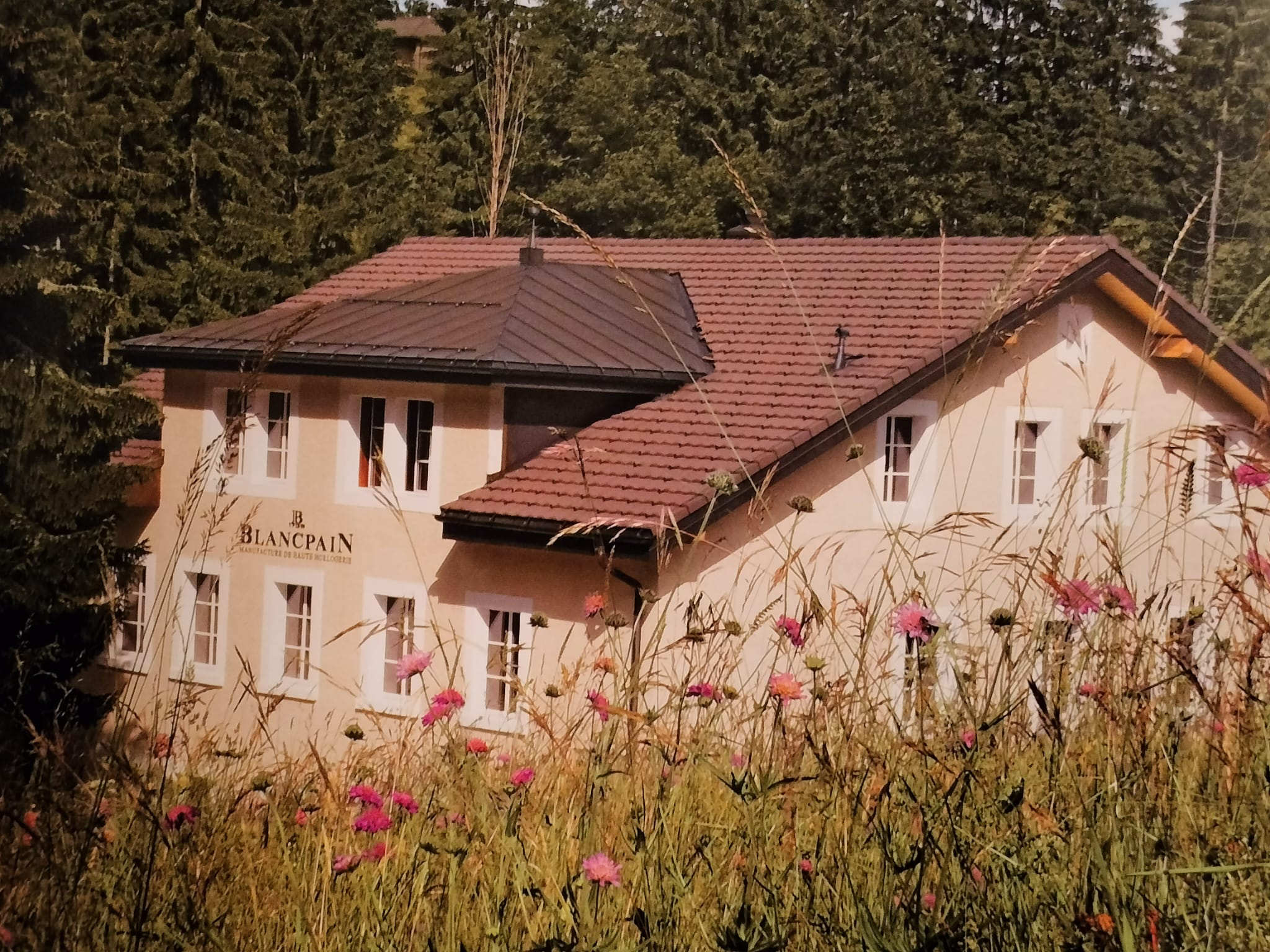
Sede Blancpain a Le Brassus

Viene nominato nuovo CEO del marchio Jean-Claude Biver, socio di Frédéric Piguet, il quale riesce nell'obiettivo di rilanciare il marchio puntando su altissima qualità, eccellenza delle finiture e realizzazione di complicazioni apprezzabili, ponendosi in controtendenza rispetto al mercato in cui l'orologeria al quarzo era prevalente. In Blancpain, dunque, si continua a produrre esclusivamente movimenti meccanici, tanto da coniare il motto: "Blancpain non ha mai prodotto un orologio al quarzo, e non lo farà mai". La strategia di marketing di Biver funziona molto bene perché riesce a riposizionare il marchio nel gotha dell'orologeria grazie al rigetto dell'uso del quarzo (strategia impensabile per gli orologiai negli anni Ottanta, visto le tendenze del mercato), sia ribadendo che Blancpain era nata nel 1735, ribadendone implicitamente il fatto che si trattava pertanto della Maison più antica al mondo.
Nella metà degli anni Ottanta vengono così realizzati i cosiddetti "sei capolavori" di orologeria meccanica di Blancpain:
1. Calendario completo con fasi lunari (ref. 6595)[37] introdotto nel 1983 con cassa da 26 o da 34 millimetri. Al momento della sua uscita, aveva il movimento con calendario completo a carica automatica più piccolo e sottile del mondo (calibro FP 6395, di 21 mm di diametro e 4,9 mm di spessore). Questo è uno dei modelli più peculiari della storia di Blancpain, e tutt'oggi questa configurazione di calendario completo con lunario a ore 6, finestre giorno e mese ad ore 11 e 2 e datario periferico è ancora riproposta anche su modelli più sportivi.Blancpain in acciaio ref. 6501 a carica manuale con calendario completo, fine anni Ottanta

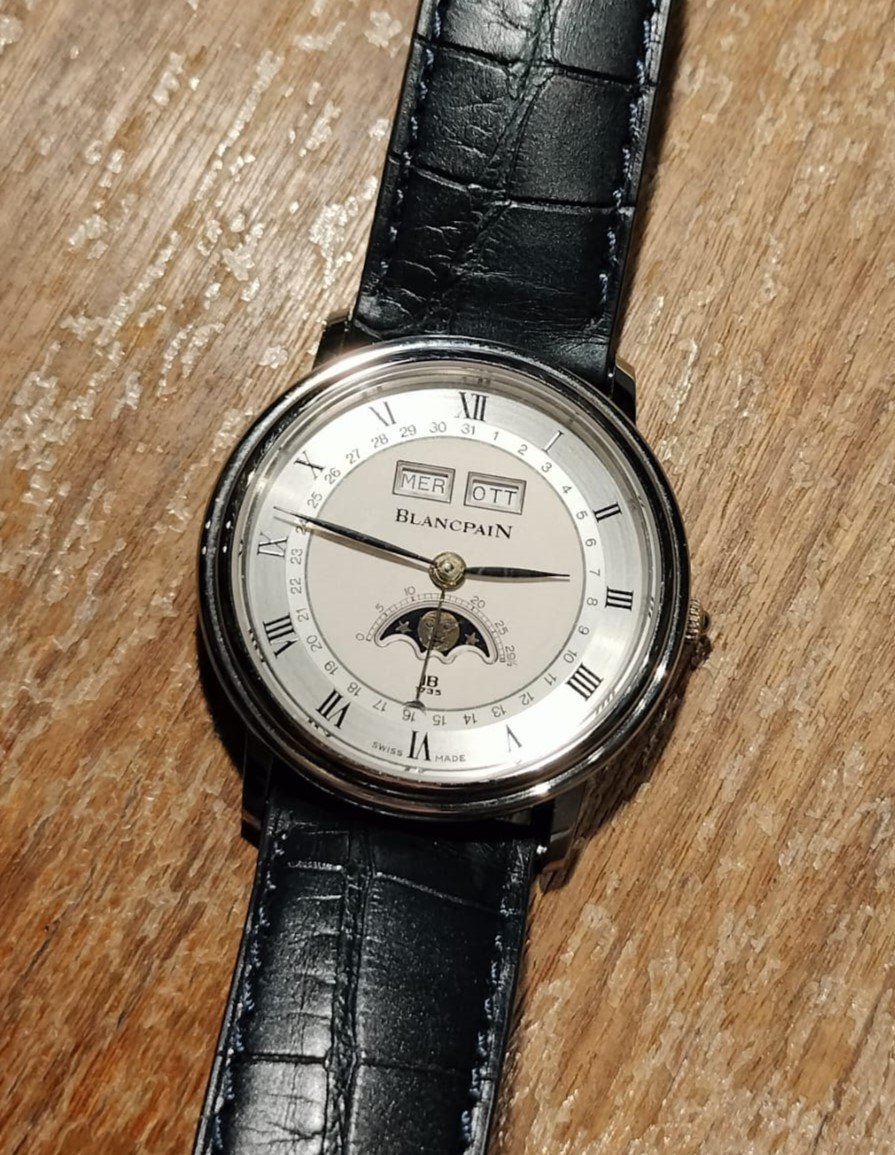
Blancpain in acciaio ref. 6501 a carica manuale con calendario completo, fine anni Ottanta

2. Solotempo ultrapiatto (ref. 0021) datato 1984 con movimento a carica manuale Frédéric Piguet 21[38] spesso 1,75 millimetri. Nella storia, questo calibro, nato nel lontano 1925, è stato utilizzato da numerose aziende quali Longines, Zenith, Omega, Cartier, Rolex, Patek Philippe e, secondo alcune fonti[39], è stata la base per la realizzazione del Piaget 9P e dell'ébauche Jaeger-LeCoultre 849, adottata da Audemars Piguet e da Vacheron Constantin[40]. L'ultrapiatto è poi stato proposto anche in variante a carica automatica (ref. 0073) con calibro Frédéric Piguet 71.Blancpain ultrapiatto in oro giallo ref. 0073, fine anni Ottanta.

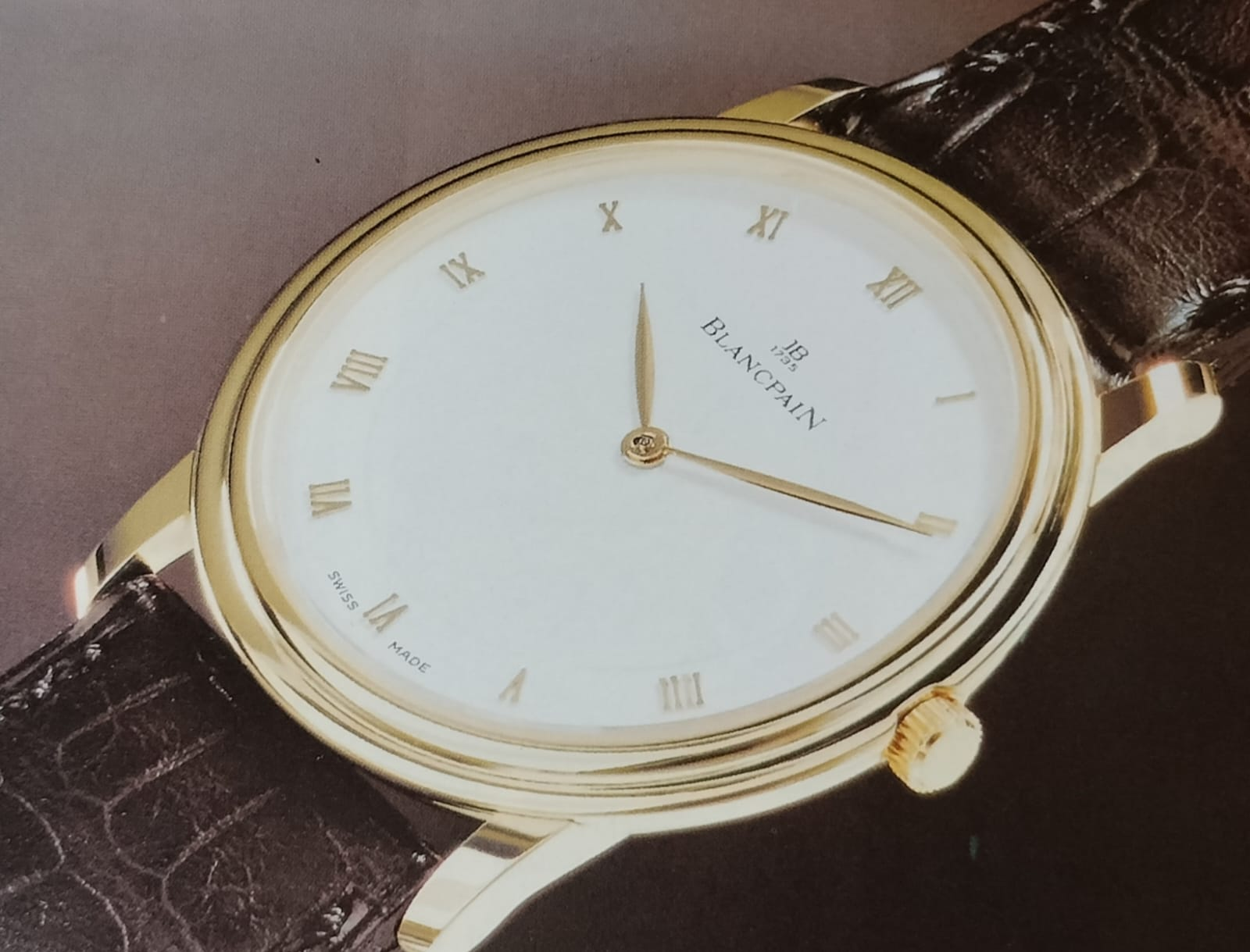
Blancpain ultrapiatto in oro giallo ref. 0073, fine anni Ottanta.

3. Calendario perpetuo automatico (ref. 5395 senza indicatore dell'anno bisestile e ref. 5495 con la suddetta indicazione) del 1986: nonostante la complicazione, l'intero orologio era spesso meno di 10 millimetri.
4. Ripetizione minuti (ref. 0033 a carica manuale, ref. 0035 automatico) del 1988. L'eccellente movimento utilizzato è il Frédéric Piguet 33, che al momento della sua uscita si è affermato come la più piccola ripetizione minuti da polso al mondo (23,9 mm di diametro per 3,3 mm di spessore), progettata da Edmond Capt[41] dopo oltre 10.000 ore di sviluppo[42]. Così come il calibro 33 è stato il movimento meccanico ripetizione minuti più sottile, anche la variante automatica (Frédéric Piguet 35) è stato il ripetizione minuti automatico più sottile (con i suoi 4,85 mm di spessore). A partire dal 1993 sono stati realizzati anche alcuni rari esemplari con automi sul fondello (in questo caso il calibro è ribattezzato 332). Ogni modello con automa sul fondello è un pezzo unico.
5. Cronografo automatico rattrapante (ref. 1186) del 1989. È stato il primo cronografo rattrapante automatico della storia.Blancpain in platino con cronografo rattrapante e calendario perpetuo, primi anni Novanta.

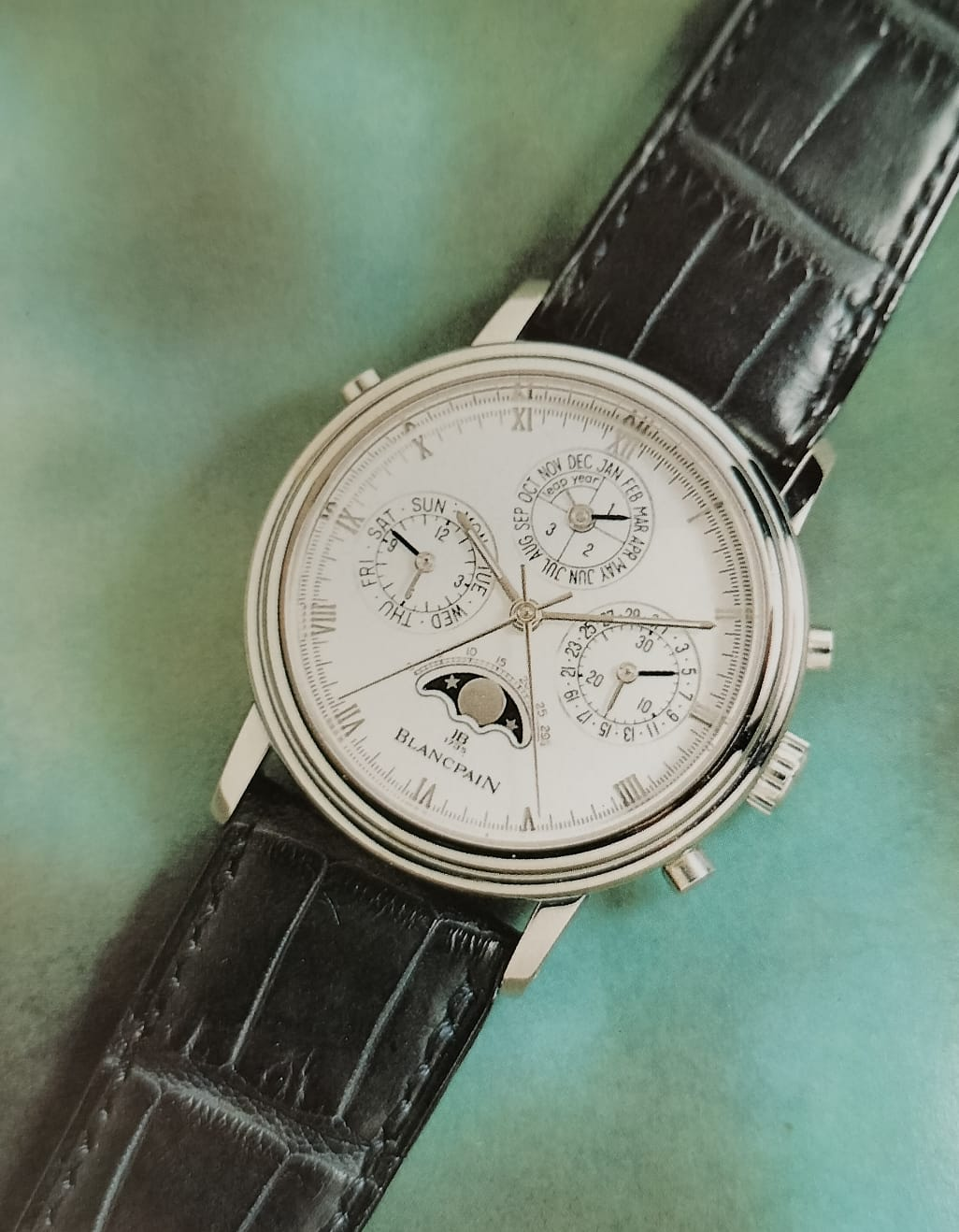
Blancpain in platino con cronografo rattrapante e calendario perpetuo, primi anni Novanta.

6. Tourbillon volante (ref. 0023) risalente al 1989. Si tratta del primo orologio da polso della storia dotato di tourbillon volante, nonché, al momento della sua presentazione, il tourbillon manuale più sottile al mondo (il calibro FP 23 misurava solamente 3,5 mm di spessore per 26,2 mm di diametro). La soluzione del tourbillon volante ha consentito di eliminare il ponte superiore che normalmente "ingabbia" il tourbillon. In più quest'orologio proponeva il datario e l'indicatore della riserva di carica di 8 giorni, il tutto in appena 8 millimetri di spessore complessivo. Quest'orologio è stato progettato dal grande orologiaio Vincent Calabrese, già noto ai più, tra le altre opere, per aver concepito il Corum Golden Bridge. Il record di sottigliezza fatto segnare da questo segnatempo è stato superato solamente circa trent'anni più tardi dal Bulgari Octo Finissimo Tourbillon[43], che però è dotato di una cassa di 42 mm contro i 34 di quella del Blancpain.Blancpain Tourbillon con otto giorni di riserva di carica, ref. 0023, fine anni Ottanta.

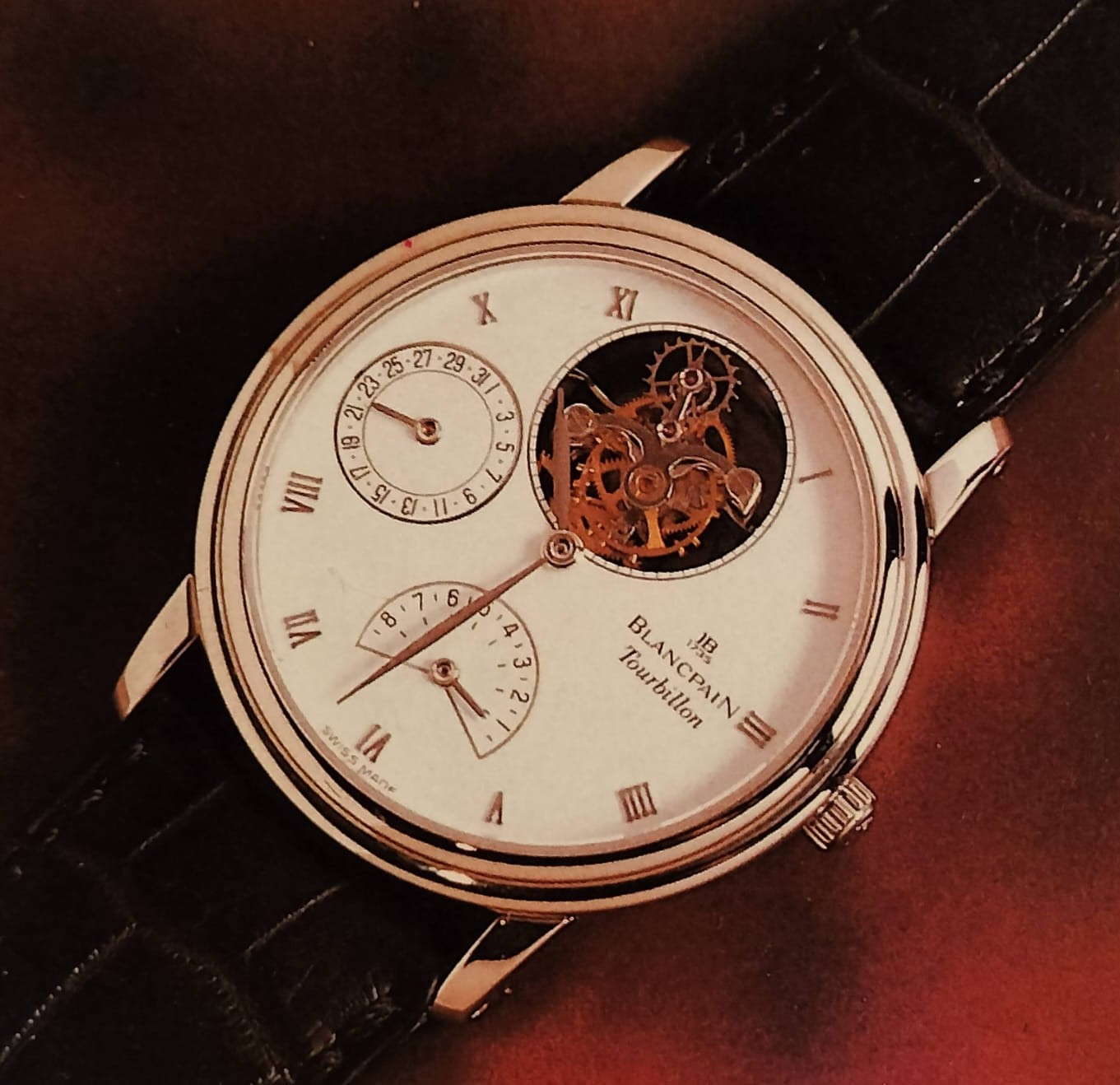
Blancpain Tourbillon con otto giorni di riserva di carica, ref. 0023, fine anni Ottanta.

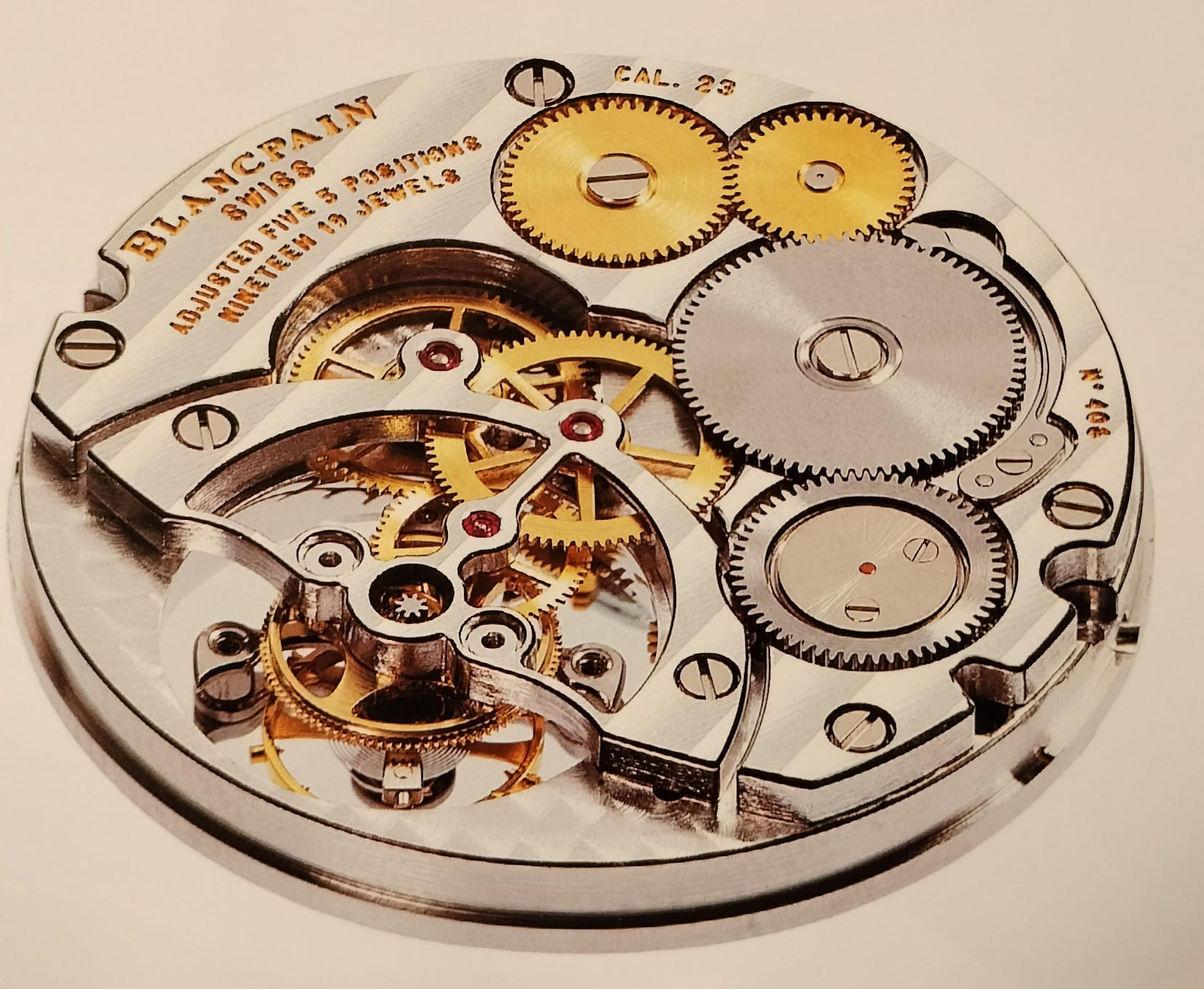
Calibro Frédéric Piguet 23 con tourbillon volante, datario e riserva di carica di 8 giorni, risalente al 1989. Al momento della presentazione era il tourbillon meccanico più sottile al mondo

A fianco di questi "sei capolavori" la maison ha sviluppato altri segnatempo degni di nota, come la ref. 1185 del 1988, cronografo dotato del movimento automatico Frédéric Piguet 1185, o la ref. 5335, un calendario perpetuo con ripetizione minuti, anch'essa di fine anni Ottanta. I modelli braccialati avevano il bracciale realizzato dalla famosa azienda Gay Fréres.

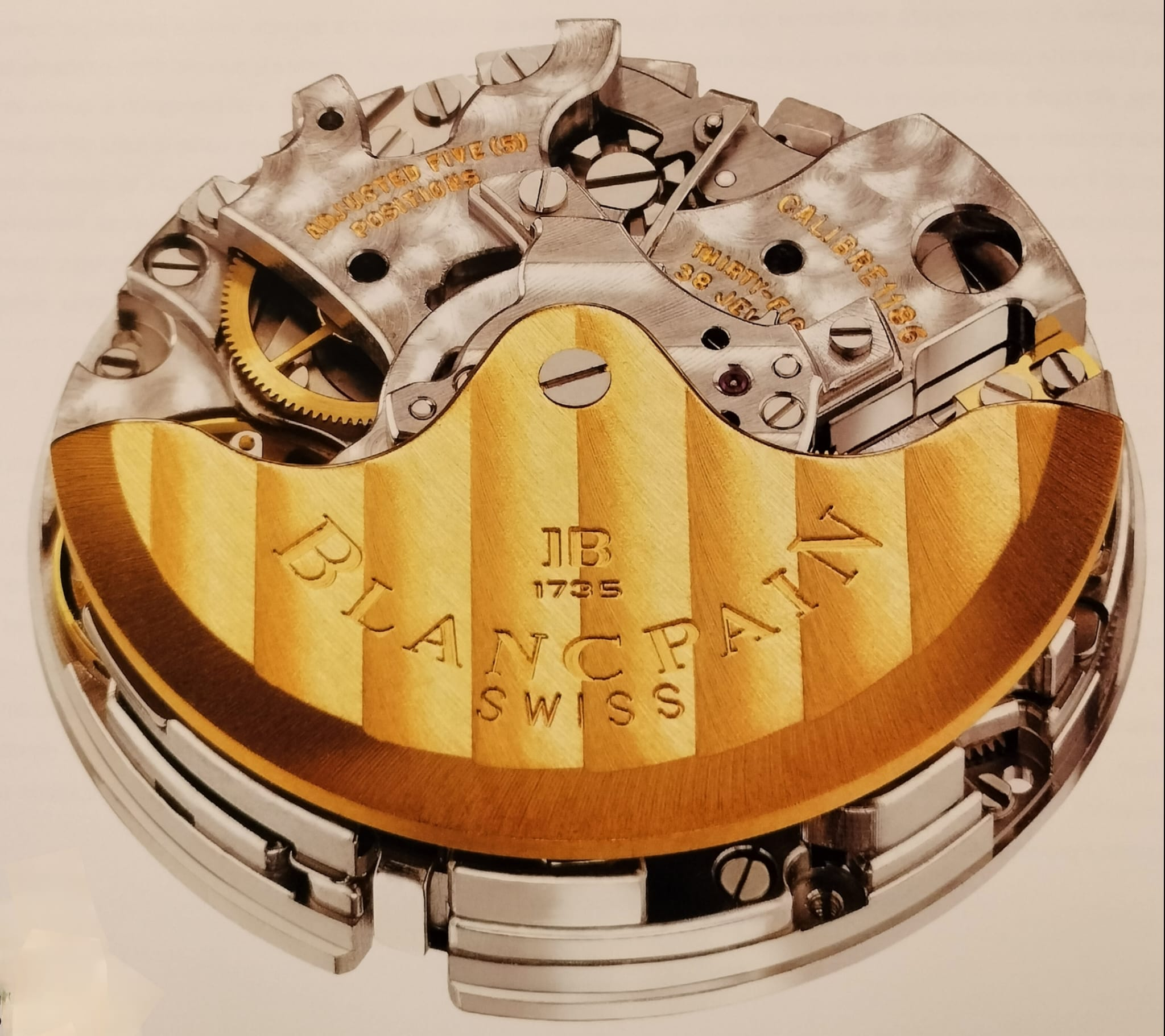
Frédéric Piguet 1186, il primo cronografo automatico rattrapante della storia

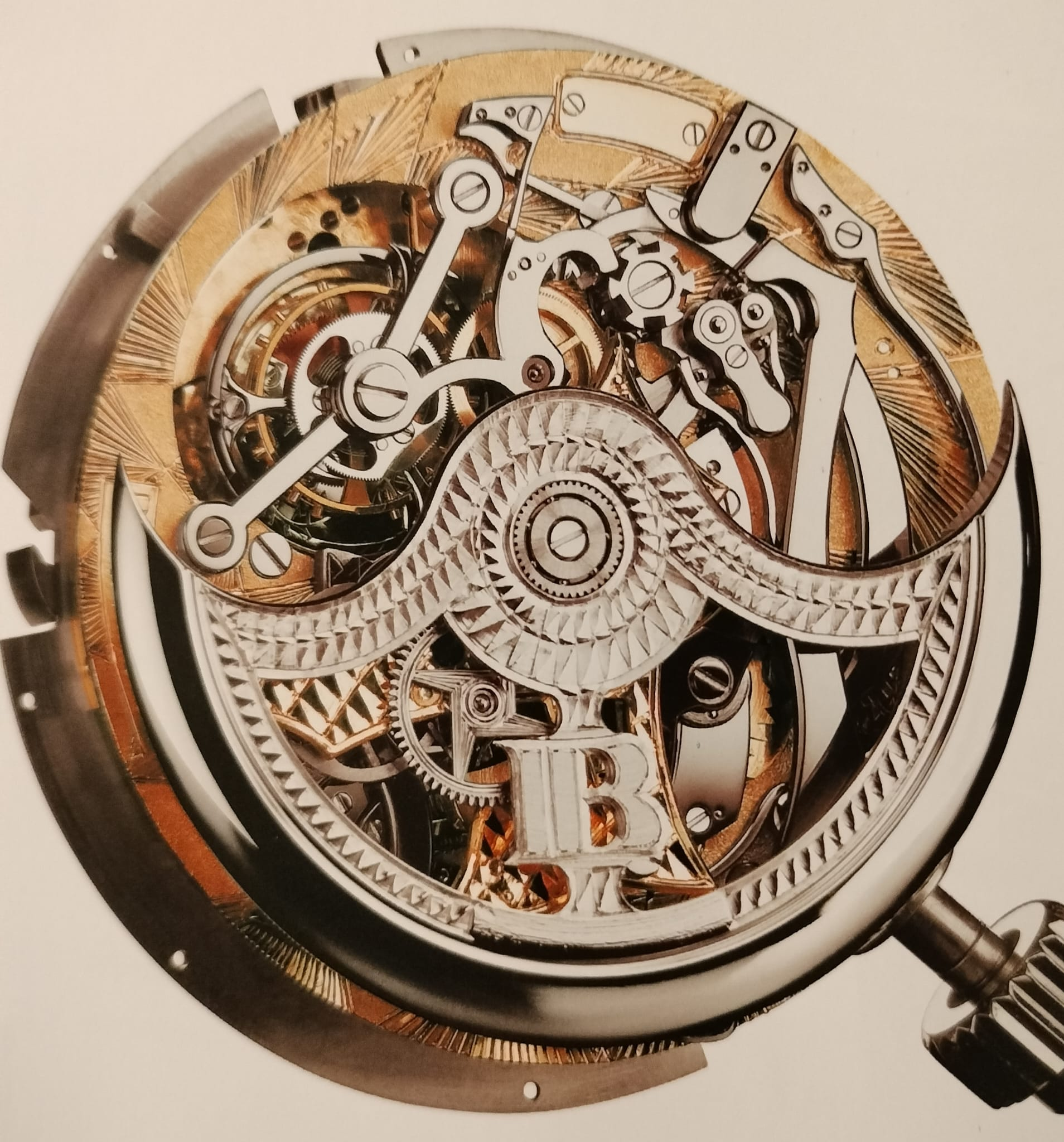
Calibro Frédéric Piguet 1735 dotato di 740 componenti

Questa filosofia culmina con la produzione, nel 1991, del modello 1735 - Grande Complication, all'epoca l'orologio automatico più complesso al mondo, con circa 740 parti a comporne il movimento, che presenta contemporaneamente tutte e sei le complicazioni più difficili da realizzare: cronografo sdoppiante; ripetizione minuti; ripetizione quarto d'ora; calendario perpetuo completo di data, giorno della settimana, mese ed anni bisestili; fasi lunari; tourbillon. La realizzazione di questo spettacolare segnatempo si deve all'orologiaio svizzero-francese Dominique Loiseau.
Sempre nel 1991 i "six masterpieces" della Maison, con cassa in platino, vengono proposti tutti assieme in un unico prestigioso cofanetto, realizzato in soli 99 set e chiamata "Masterpiece collection". È l'ultimo atto di Biver come proprietario, che l'anno seguente venderà l'azienda a SMH.
Ad inizio anni Novanta risale anche un prototipo worldime, la cui cassa è realizzata da JP Hagmann e il modulo delle ore del mondo da Svend Andersen.
Biver rimarrà CEO di Blancpain fino al 2002, mantenendo questa carica in coabitazione con quella di CEO di Omega, per poi approdare in Hublot.

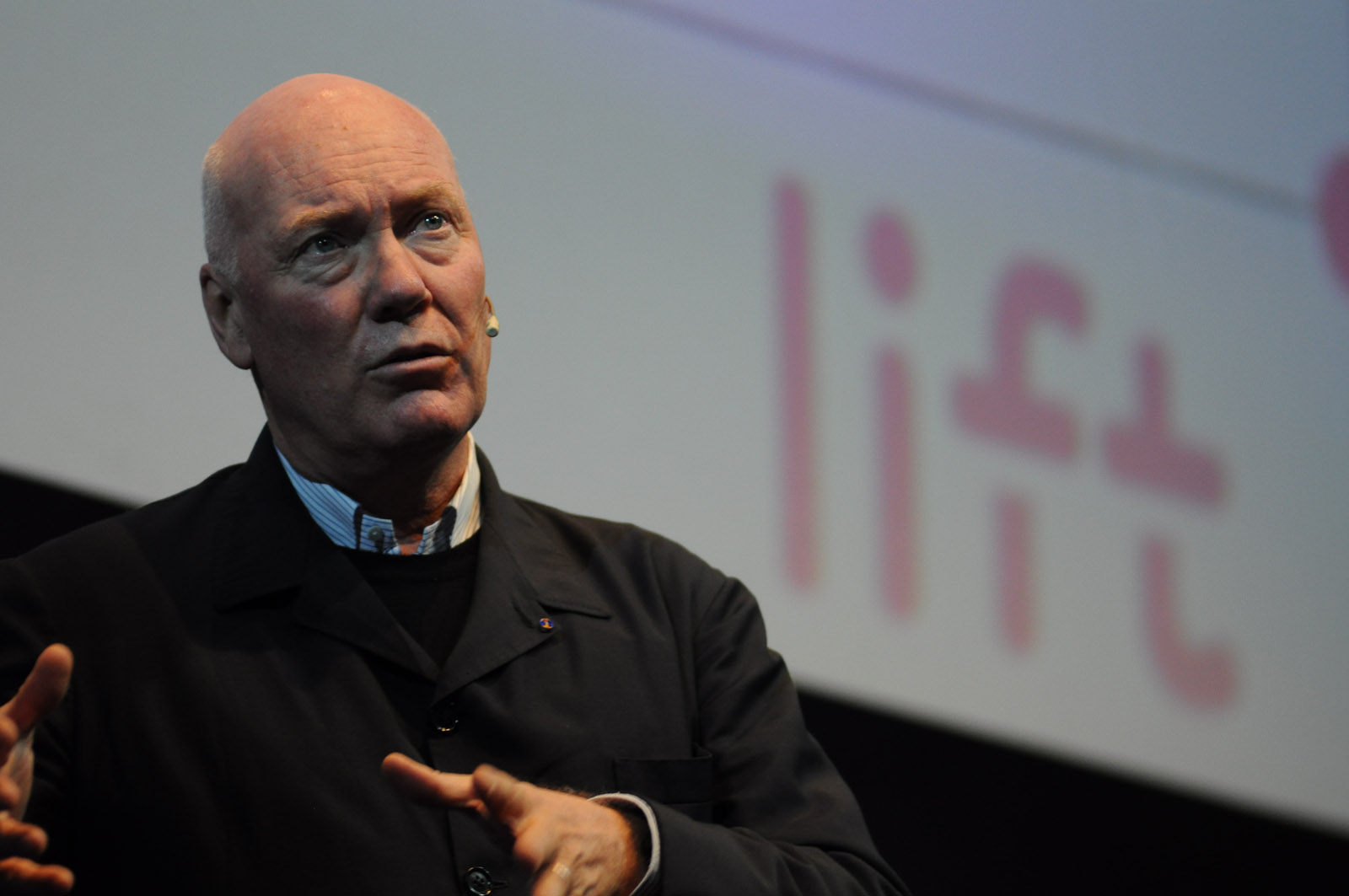
Jean-Claude Biver, ex CEO di Blancpain dal 1982 al 2002. Ha contribuito a rilanciare il marchio e a posizionarlo come uno dei più ricercati sul mercato.

### L'ingresso in Swatch Group (1990-2000)

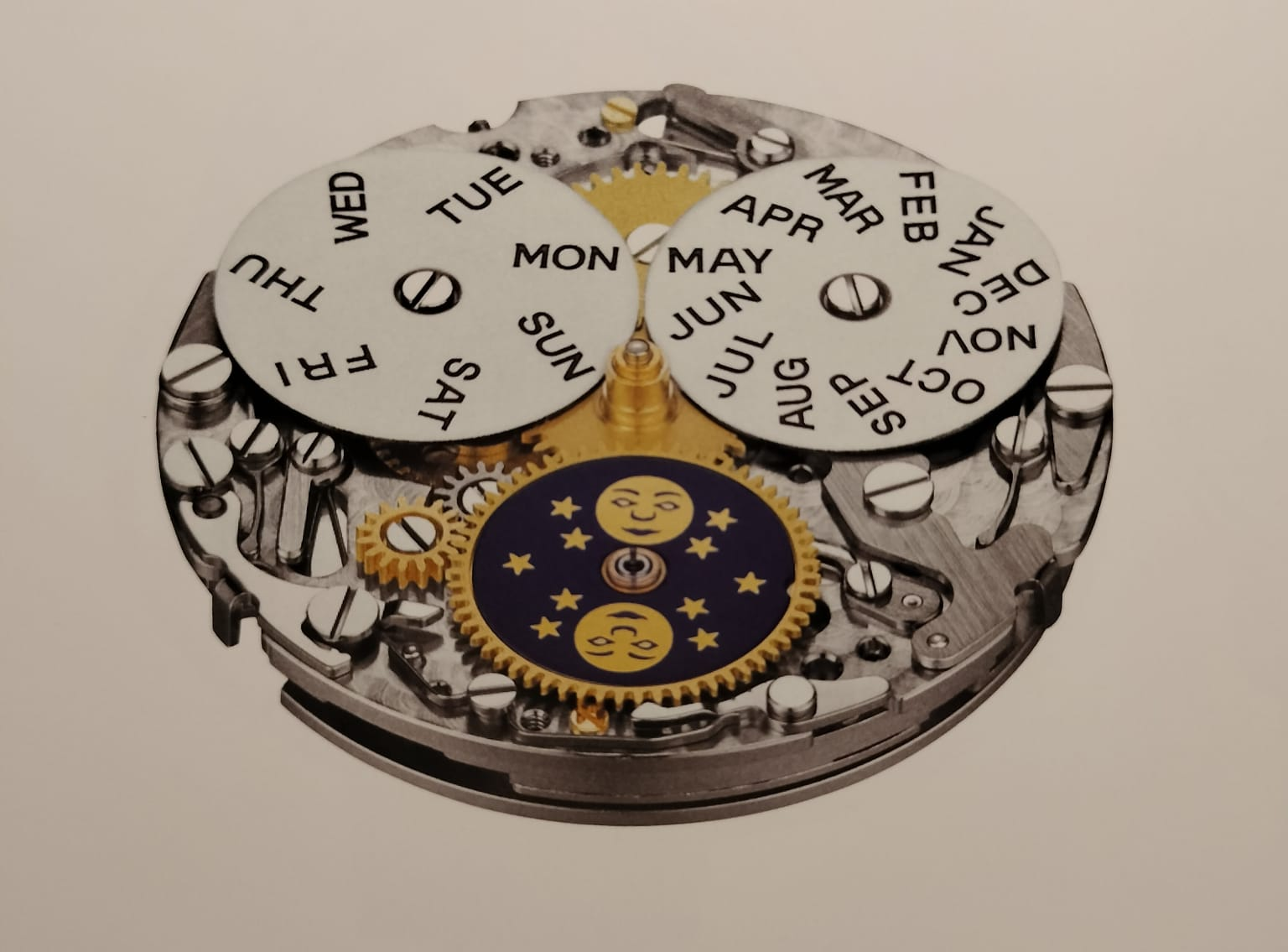
Lato anteriore del movimento automatico Blancpain 6763 in cui trovano alloggiamento le indicazioni su dischi di giorno, mese e lunario

Nel 1992 Jacques Piguet vende sia Blancpain sia Frédéric Piguet alla Société de Microélectronique et d'Horlogerie (SMH, che aveva fuso al suo interno l'ex proprietaria del marchio SSIH e ASUAG), meglio conosciuta, dal 1998, come The Swatch Group. Frédéric Piguet continua a fornire alcuni movimenti per Blancpain ancora oggi, seppure il nome Frédéric Piguet sia ufficialmente sparito, dal momento che si parla di Manufacture Blancpain dal 2010. E' Jacques Piguet che desidera vendere Blancpain, non avendo eredi a cui trasmettere la proprietà. Nonostante il passaggio di mano, Jean-Claude Biver rimane amministratore delegato per altri dieci anni, garantendo continuità aziendale. Blancpain diventa il primo marchio di alto livello dello Swatch Group (che fino ad ora aveva raggruppato aziende con un più basso posizionamento sul mercato), raggiunto nel 1999 da Breguet (che era di proprietà di Investcorp e a sua volta era proprietaria di Nouvelle Lemania).
Viene rilanciato sul mercato l'Air Command, stavolta dotato di movimento di manifattura.
Nel 1994 viene presentata la collezione Léman (il cui nome originario era 2100), la quale resterà a catalogo per circa una trentina d'anni, declinata in numerosissime varianti, materiali e complicazioni. Sempre negli anni Novanta viene presentato il nuovo bracciale X-71. Con la collezione 2100 viene introdotto il calibro Frédéric Piguet 1151, utilizzato ancor'oggi da Blancpain.

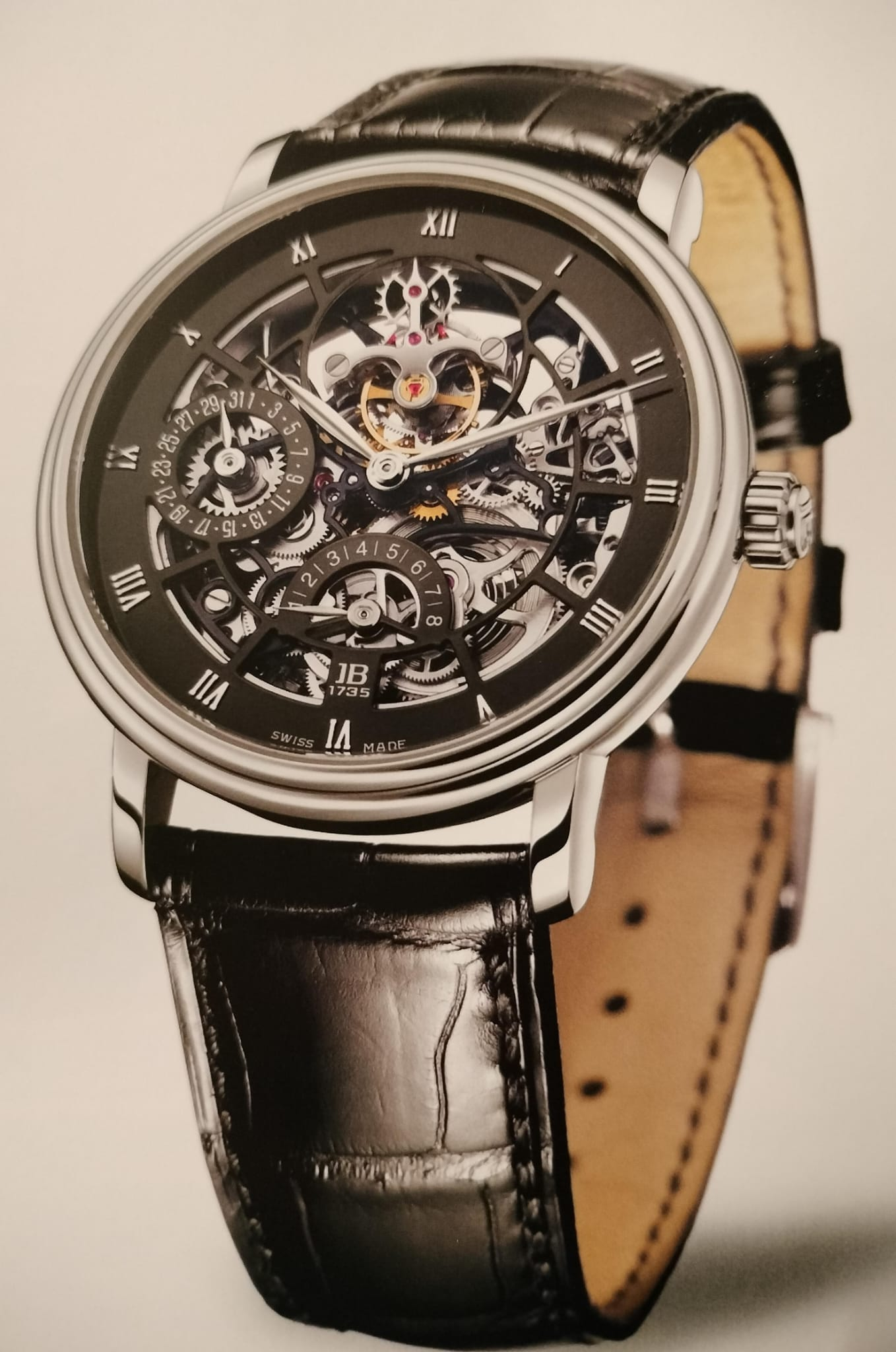
Blancpain Villeret ref. 6025 automatico con tourbillon e otto giorni di riserva di carica, presentato nel 1998

Nel 1998 il calibro FP 23 con tourbillon volante è stato dotato di massa oscillante: è nato così il movimento FP 25, il primo tourbillon automatico al mondo dotato di riserva di carica di otto giorni. Nonostante l'aggiunta del rotore di carica, lo spessore è stato contenuto in 4,85 mm.

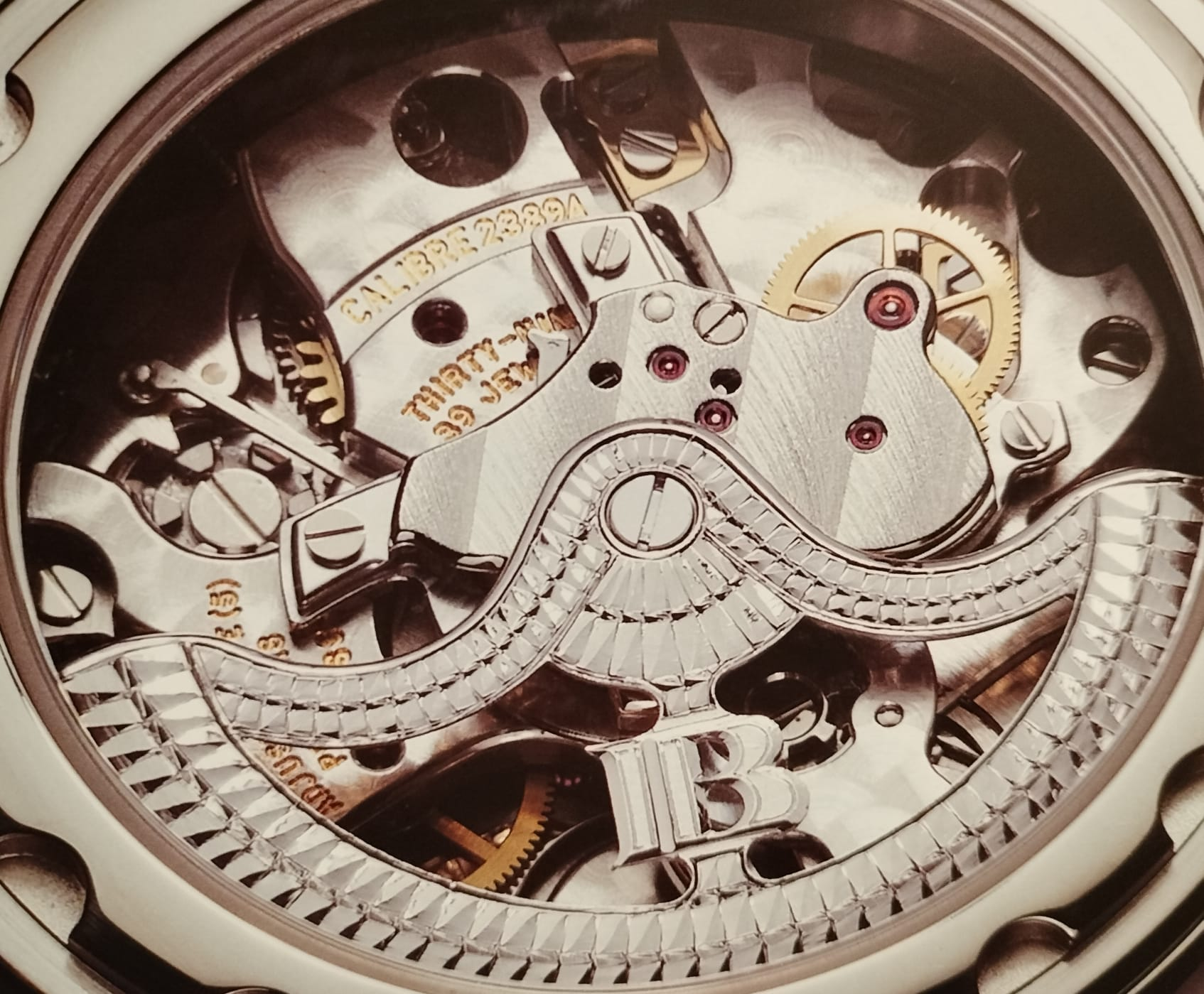
Calibro Frédéric Piguet 23F9A automatico con cronografo rattrapante e tourbillon.

Sul finire degli anni Novanta Edmond Capt realizza un altro eccellente calibro in esclusiva per Blancpain: si tratta del Frédéric Piguet 2383, il primo movimento automatico per orologio da polso che abbina un cronografo ad un tourbillon, il quale ha dato il largo ad ulteriori interpretazioni, come il calibro FP 23F9A, con cronografo rattrapante e tourbillon. È proprio questo movimento che fa nascere il CRAFT (acronimo di Chronograph, Rattrapante, Automatic, Flyback, Tourbillon), primo orologio da polso a vantare assieme tutte queste funzioni, presentato in diverse collezioni della maison (sia nella Léman, sia ne La Brassus).

Risale al 2000 un'altra prima assoluta: un tourbillon automatico con calendario perpetuo e riserva di carica di 8 giorni (ref. 4225).

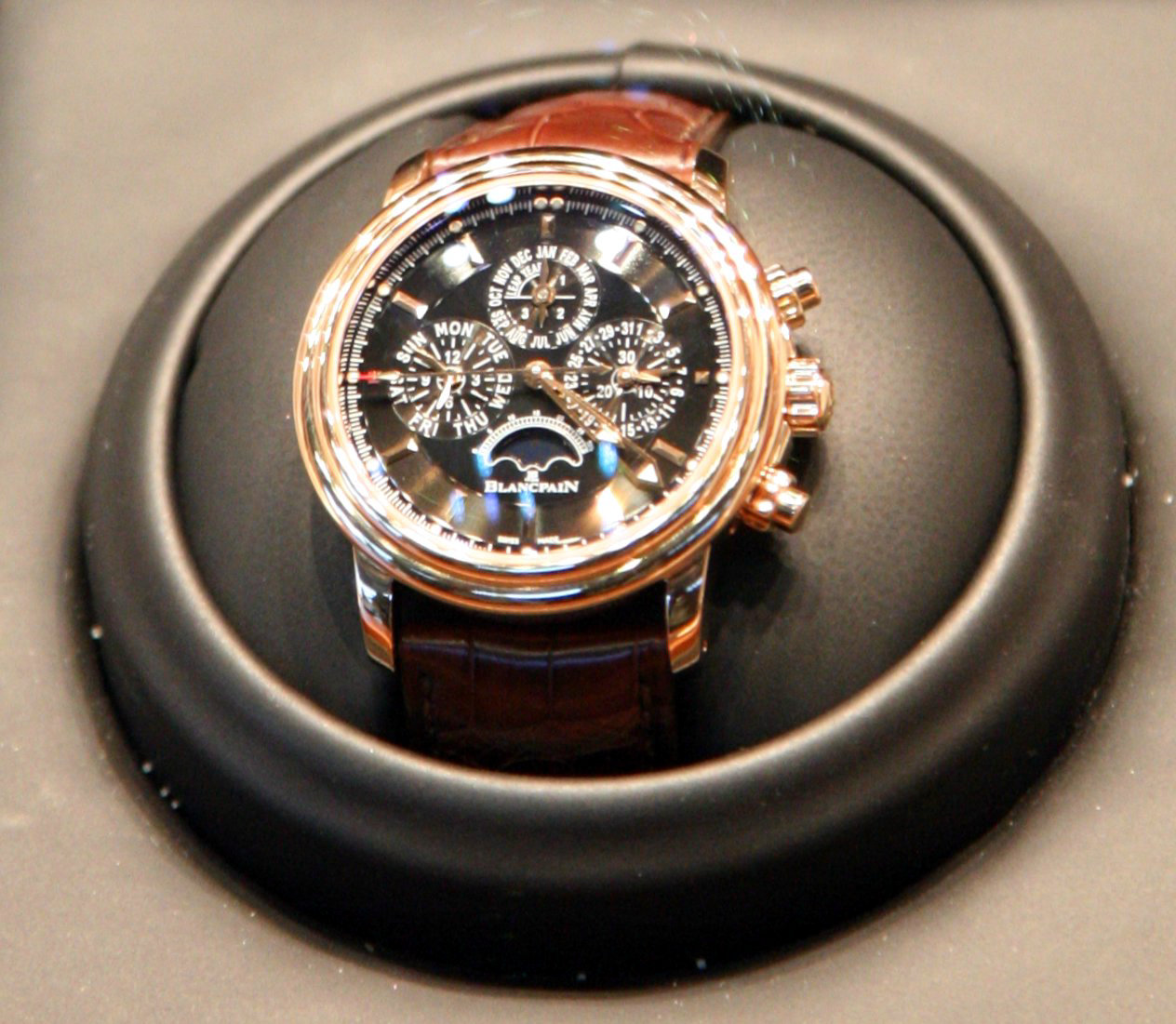
Blancpain Léman cronografo calendario perpetuo (ref. 2685F), metà anni Duemila

Nel 2002 Marc A. Hayek, nipote di Nicolas Hayek, diventa CEO dell'azienda (e lo è tutt'ora), prendendo le redini di Biver.

### La rinascita del Fifty Fathoms (2000-2010)
Ad inizio anni Duemila viene introdotto un nuovo modello entry level: si tratta della ref. 7002, solotempo (in alcuni modelli anche con certificazione Cronometro) che incassava il calibro Blancpain 64-1, una variante opportunamente modificata ed impreziosita del Peseux 7001, già montata (con l'aggiunta della piastra delle complicazioni) a fine anni Ottanta sul calendario completo manuale ref. 6501.
Nel 2003, in occasione del cinquantesimo anniversario del Fifty Fathoms, vengono realizzate tre serie di diver in edizione limitata contraddistinti dalla scritta Anniversary sul quadrante. In questa occasione fa la sua comparsa la ghiera in zaffiro bombato presente tutt'oggi sui modelli attualmente a catalogo.

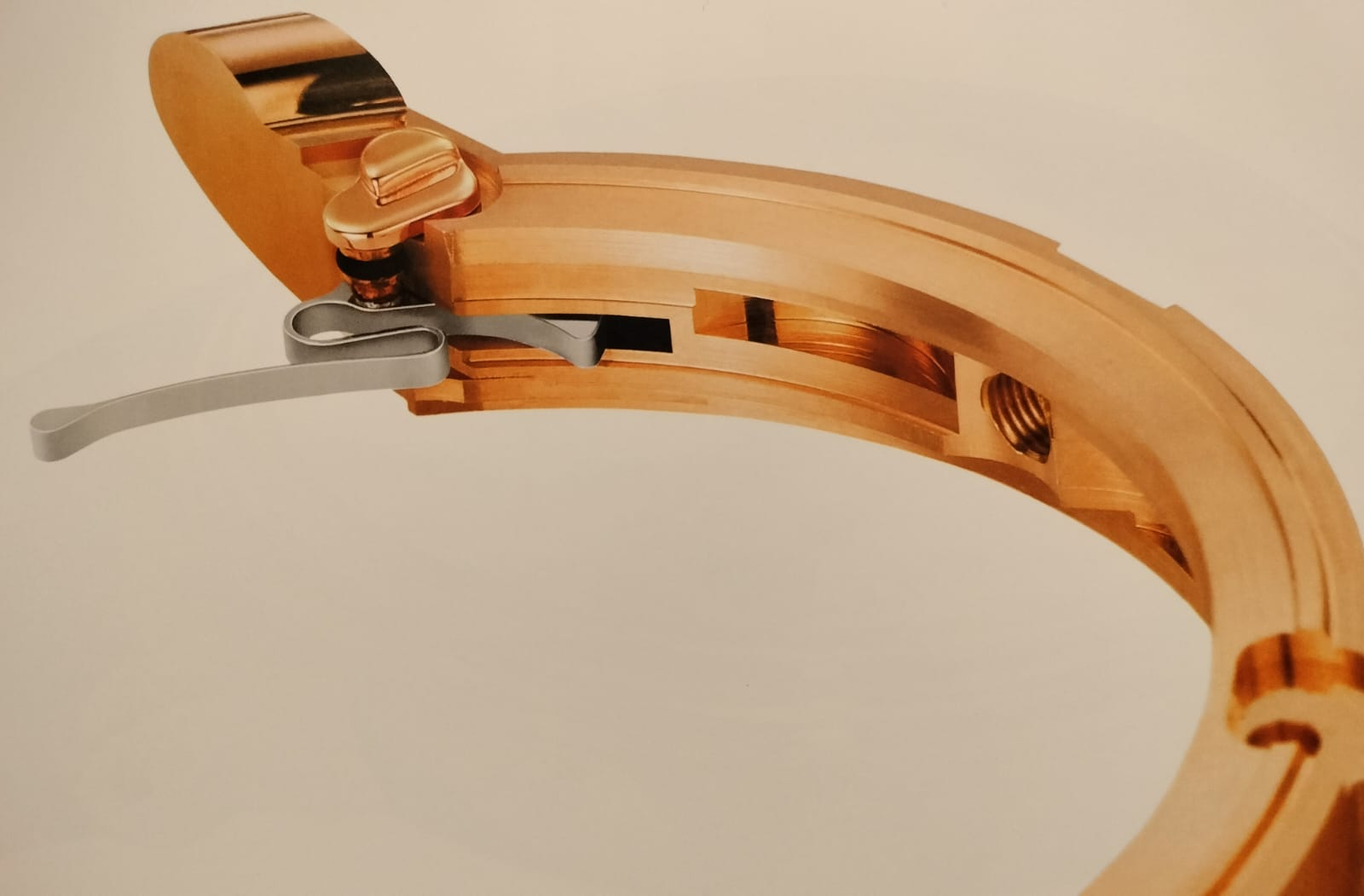
Rappresentazione del lato posteriore della cassa in cui si vede, al di sotto dell'ansa, il correttore con la propria molla incorporata. Essendo sporgente, non serve un punteruolo per azionarlo.

Nel 2004 Blancpain presenta (prima Maison in assoluto) dei nuovi correttori collocati al di sotto delle anse, e non nella carrure, per evitare di sporcare l'armonia estetica della cassa. Questo sistema, oltre ad essere più discreto, è più pratico in quanto non necessita di appositi apparecchi esterni (come pungoli) per azionare il correttore medesimo. Il primo modello dotato di questa innovazione è stato il calendario perpetuo ref. 6057 dotato di quattro correttori, uno sotto ognuna delle anse.
Nonostante il passaggio di proprietà, Blancpain non perde lo spirito innovativo maturato durante la guida di Biver e continua a realizzare segnatempo da record: risale al 2005, infatti, la ref. 6156, il nuovo calendario perpetuo femminile con nuovo movimento Blancpain 5621. Quest'ultimo calibro si afferma come il nuovo calendario perpetuo a carica manuale più sottile al mondo, grazie ai suoi 2,91 mm di spessore. L'intero orologio è spesso solamente 6,76 mm, a fronte di una cassa di 34 mm di larghezza.

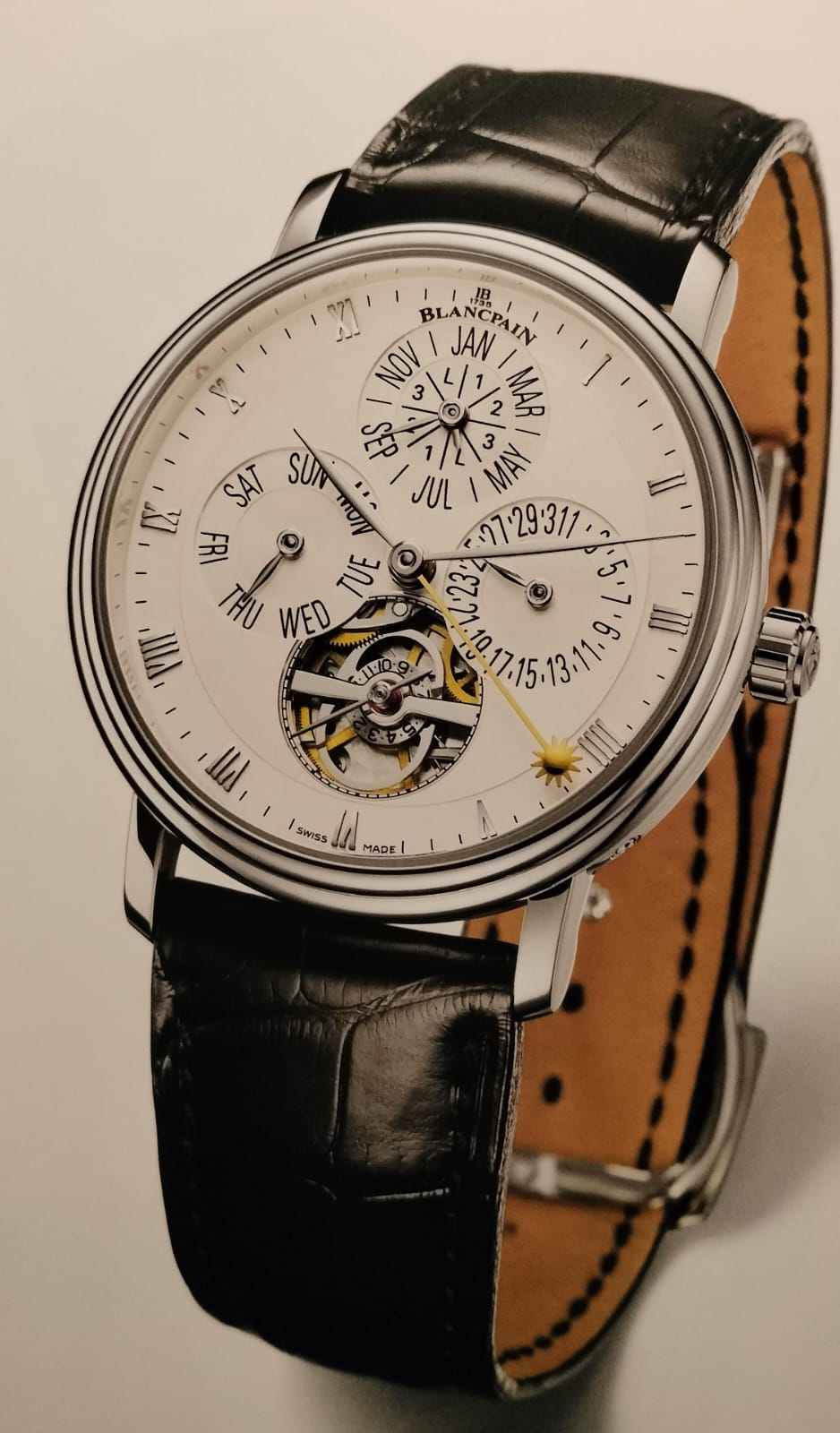
Blancpain Villeret ref. 6038-3442-55B dotato di calendario perpetuo ed equazione del tempo marciante ed equazione del tempo marciante

Lo stesso anno viene presentato anche il primo orologio da polso al mondo ad includere la complicazione dell'equazione del tempo marciante, indicato in duplice modo: con una lancetta supplementare con l'estremità raffigurante un sole, e con un ventaglio tra le ore 1 e 2 che indica la differenza accumulata tra tempo solare e civile (che può variare da + 14 a - 16 minuti nel corso dell'anno).

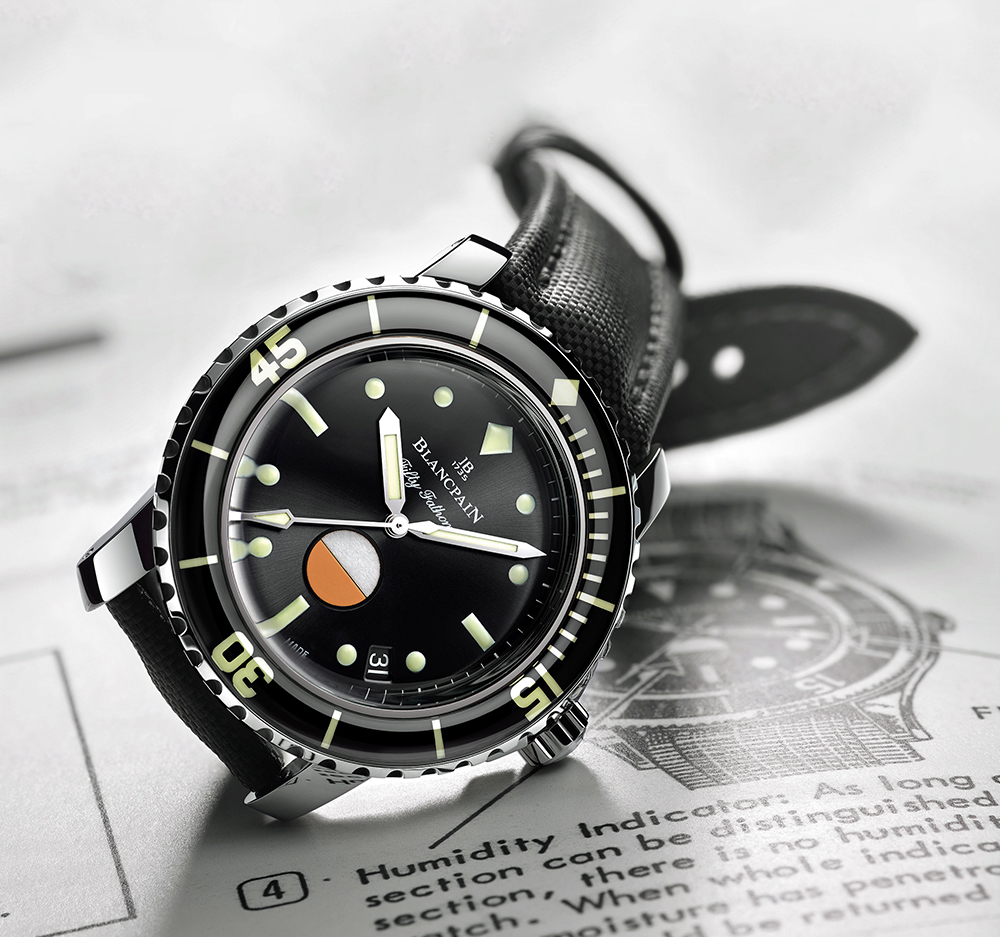
Blancpain Fifty Fathoms "Mil-Spec" in riedizione moderna

Nel 2007 viene presentata la nuova generazione del Fifty Fathoms (la terza) con un nuovo movimento denominato Blancpain 1315. In talune versioni celebrative, questo calibro ha la massa oscillante della forma del vecchio calibro AS 1361 montato negli anni Cinquanta. Questa generazione di Fifty Fathoms ha inoltre portato numerose complicazioni, dal calendario completo al cronografo flyback, fino al tourbillon. Nel 2009 è il turno del 500 Fathoms, in titanio, in grado di raggiungere i 1000 metri di profondità.
Sempre nel 2009 è stata presentata una nuova collezione: si tratta della L-Evolution, caratterizzata per l'utilizzo di materiali non tradizionali (come ad esempio il carbonio) ed un'estetica completamente stravolta rispetto ai classici canoni della collezione Villeret e alla sobria funzionalità dei Fifty Fathoms.
Nel 2010 viene riproposto per la prima volta il "No Rad", ed una seconda volta, nel 2024, con un'edizione limitata a 500 pezzi.

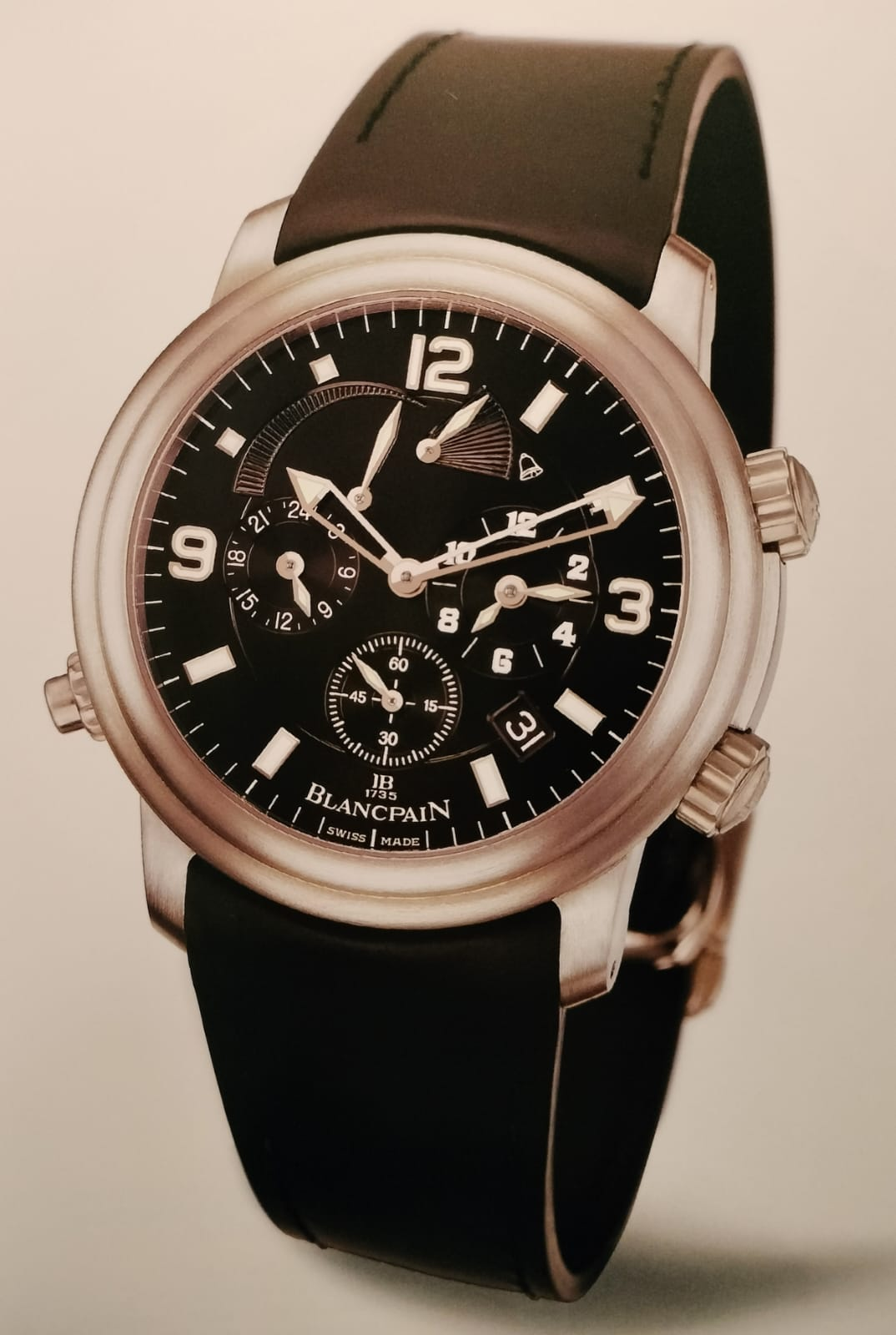
Blancpain Léman ref. 2041-1230-64B dotato di secondo fuso orario, allarme, riserve di carica e GMT

Con il passaggio dell'azienda a Marc Hayek, aumenta anche la produttività rispetto all'era Biver, che era invece stata segnata da una voluta esclusività ed elitarietà: con Hayek, infatti, nel 2010 Blancpain arriva a produrre all'incirca 15.000 pezzi.
Nel 2012 viene lanciato l'X Fathoms, un diver tecnologicamente assai avanzato dotato di contatore a 5 minuti per calcolare la durata dei tempi di decompressione e con doppio profondimetro meccanico che sfrutta una membrana in Liquidmetal per segnare con accuratezza la profondità raggiunta grazie alla capacità di deformazione sotto pressione della suddetta lega metallica. I due profondimetri consentono l'uno di misurare fino a 90 metri di profondità raggiunta, l'altro di misurare con estrema accuratezza una profondità di 15 metri. Una lancetta supplementare consente di registrare il massimo livello di profondità raggiunto durante una singola immersione. Infine una indicatore di 5 minuti permette infine di misurare i tempi di decompressione.
Nel 2013 la collezione Fifty Fathoms si amplia ulteriormente con la riproposizione del modello Bathyscaphe, che, come nel caso del progenitore di metà anni Cinquanta, pur mantenendo le caratteristiche di impermeabilità e robustezza, coniuga un design e delle dimensioni più consone alla vita di tutti i giorni. Anche il Bathyscaphe è stato proposto nel corso degli anni con numerose complicazioni.

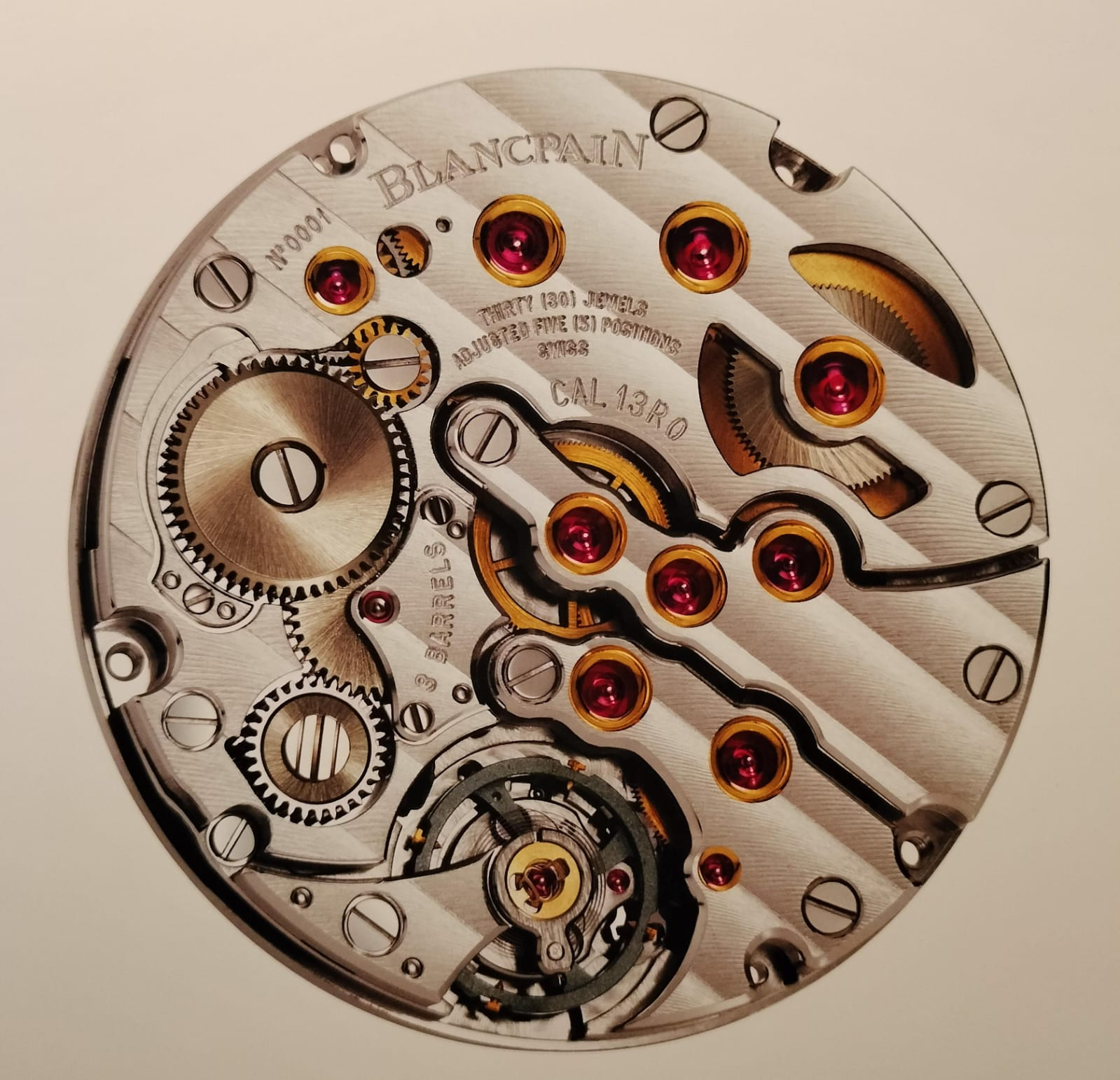
Calibro Blancpain 13R0 dotato di tre bariletti che garantiscono una riserva di carica di otto giorni, e del bilanciere in titanio

In questi anni continua la realizzazione di Blancpain con complicazioni di tutto rispetto: un esempio è il Villeret Tourbillon Carrousel (ref. 2322), un segnatempo (concepito da Vincent Calabrese) dotato di entrambi questi organi regolatori e dalla grande complessità realizzativa, oltre che pioniere visto che si afferma come primo segnatempo nella storia dell'orologeria ad unire nello stesso movimento un tourbillon e un carosello. Il movimento adottato è il manifattura Blancpain 2322, dotato di finiture di altissimo livello.
Un altro esempio di eccellenze orologiere sono ravvisabili nel calendario perpetuo con indicazione dell'equazione del tempo marciante (ref. 6638) o nel cronografo flyback carosello ripetizione minuti (ref. 2358).

### Attualità: i 70 anni del Fifty Fathoms e la partnership con Swatch
Nel 2018 è stato presentato il Villeret Tourbillon Heure Sautante Minute Rétrograde, un segnatempo di alto livello da 42 mm di diametro con un design minimalista che propone un tourbillon eccentrico a ore 12 (che esteticamente omaggia la forma di quello disegnato da Calabrese per il Tourbillon 8 giorni del 1989), i minuti retrogradi in un grande subdial ad ore 6 ed un oblò dove visualizzare l'ora saltante. Il quadrante è in smalto grand feu. Questa nuova importante realizzazione ha portato con sé un apposito movimento di manifattura, il 260MR, con eccellenti finiture guilloché manuali e dotato di 263 componenti.

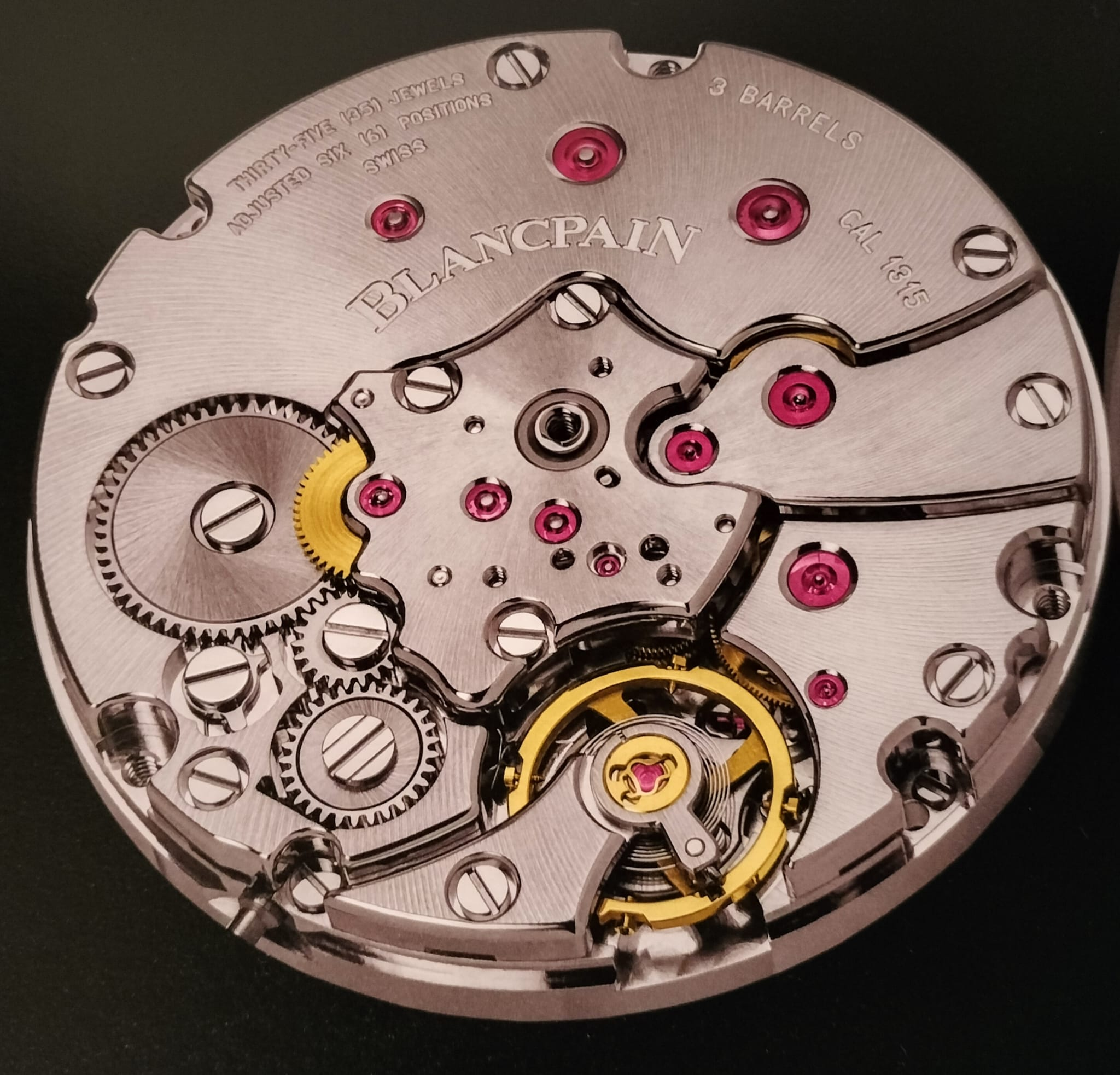
Calibro Blancpain 1315 dotato di tre bariletti per assicurare 5 giorni di riserva di carica

Nel 2019 appare il primo Fifty Fathoms interamente in titanio. Lo stesso anno viene realizzata una fedele replica del "Barakuda", in edizione limitata a 500 esemplari.
Nel 2023 si è festeggiato il 70º anniversario dalla nascita del Fifty Fathoms, ed è stata l'occasione per proporre numerose edizioni celebrative dell'iconico segnatempo da immersione. La prima proposta, chiamata Act I, è un modello assai fedele al primo orologio di questa collezione, risalente al 1953.

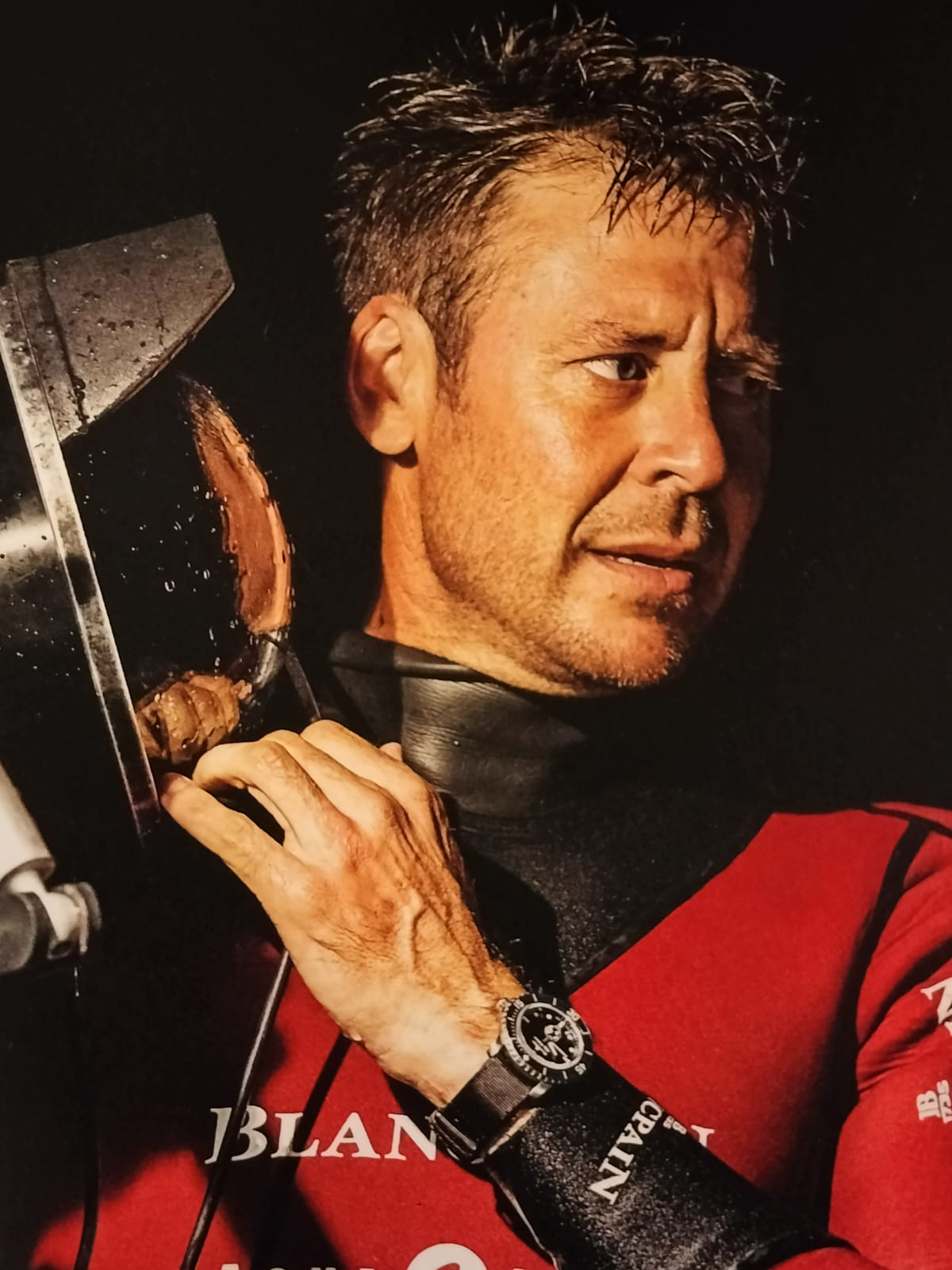
Laurent Ballesta, biologo marino, esploratore ed amico del brand Blancpain che ha contribuito a realizzare il Tech Gombessa

L'Act II è il Tech Gombessa (ref. 5019), concepito appositamente per le immersioni di lunga durata e che ha recepito lo spirito innovativo e pionieristico del precedente X Fathoms. La peculiarità del Tech Gomebssa sta nell'avere una ghiera girevole unidirezionale su base tre ore, la quale viene posizionata in corrispondenza di un'apposita lancetta che compie un giro intero del quadrante in tre ore, così da consentire ai sub una precisa misurazione per immersioni fino a 3 ore di durata. L'orologio, impermeabile a 300 metri e con cassa in titanio per garantire leggerezza e robustezza, è dotato, per lo sfogo dell'elio, di una valvola di sicurezza, in quanto anche se ci si dimentica di avvitarla, l'orologio garantisce l'impermeabilità di 300 metri. L'ottima leggibilità, inoltre, è garantita sia dai 47 millimetri di diametro della cassa, sia dall'utilizzo di un colore nero in grado di assorbire la luce al 97% e di far meglio risaltare gli indici di colore arancione. I primi prototipi del Tech Gombessa sono stati testati da un gruppo di esploratori guidati dal naturalista Laurent Ballesta durante le spedizione in immersione Gombessa V e Gombessa VI per un totale di circa 50 giorni nelle acque del Mar Mediterraneo. Il nome Gombessa deriva dalla Gombessa Expedition, un gruppo di ricerca sottomarina fondato da Laurent Ballesta, biologo marino e amico del marchio Blancpain.
L'Act III invece è la reinterpretazione in chiave moderna del più raro Fifty Fathoms d'epoca, ovvero il "Mil-Spec", riproposto in una versione con cassa oro, sempre con l'iconico indicatore di umidità.
Sempre nel 2023 il gruppo Swatch ha deciso di realizzare una partnership tra Swatch e Blancpain per reinterpretare i classici Fifty Fathoms (il modello più venduto dell'azienda) in versioni più accessibili al grande pubblico, più colorati , con cassa in bioceramica (ceramica e plastica riciclata) e di qualità modesta, seguendo le orme della collaborazione intercorsa qualche anno prima tra Swatch e Omega per la realizzazione dei cosiddetti MoonSwatch. Nel caso dei Blancpain x Swatch, però, il movimento utilizzato è un automatico (il System51, realizzato con sole 51 componenti, numerose delle quali in plastica). I vari modelli presentati sono ispirati ai vari oceani e mari del mondo, ognuno dei quali ha un particolare colore. Il modello "Arctic Ocean" omaggia l'iconico modello "No Rad", mentre l'"Antarctic Ocean" il "Mil-Spec".

## Collezioni
Attualmente la casa presenta diverse collezioni:
- Villeret, che racchiude i modelli classici della Maison, seguendo l'idea di Jean-Claude Biver, che mantengono un'estetica sobria ed elegante aggiungendo nuove complicazioni[76]Blancpain Villeret ref. 6223-1542-55 con calibro automatico 1150
- Fifty Fathoms,
- Air Command,

Blancpain Villeret ref. 6223-1542-55 con calibro automatico 1150

- Ladybird (dedicata al pubblico femminile)Blancpain Ladybird Colors Phase de Lune ref. 3662A-2954-55B

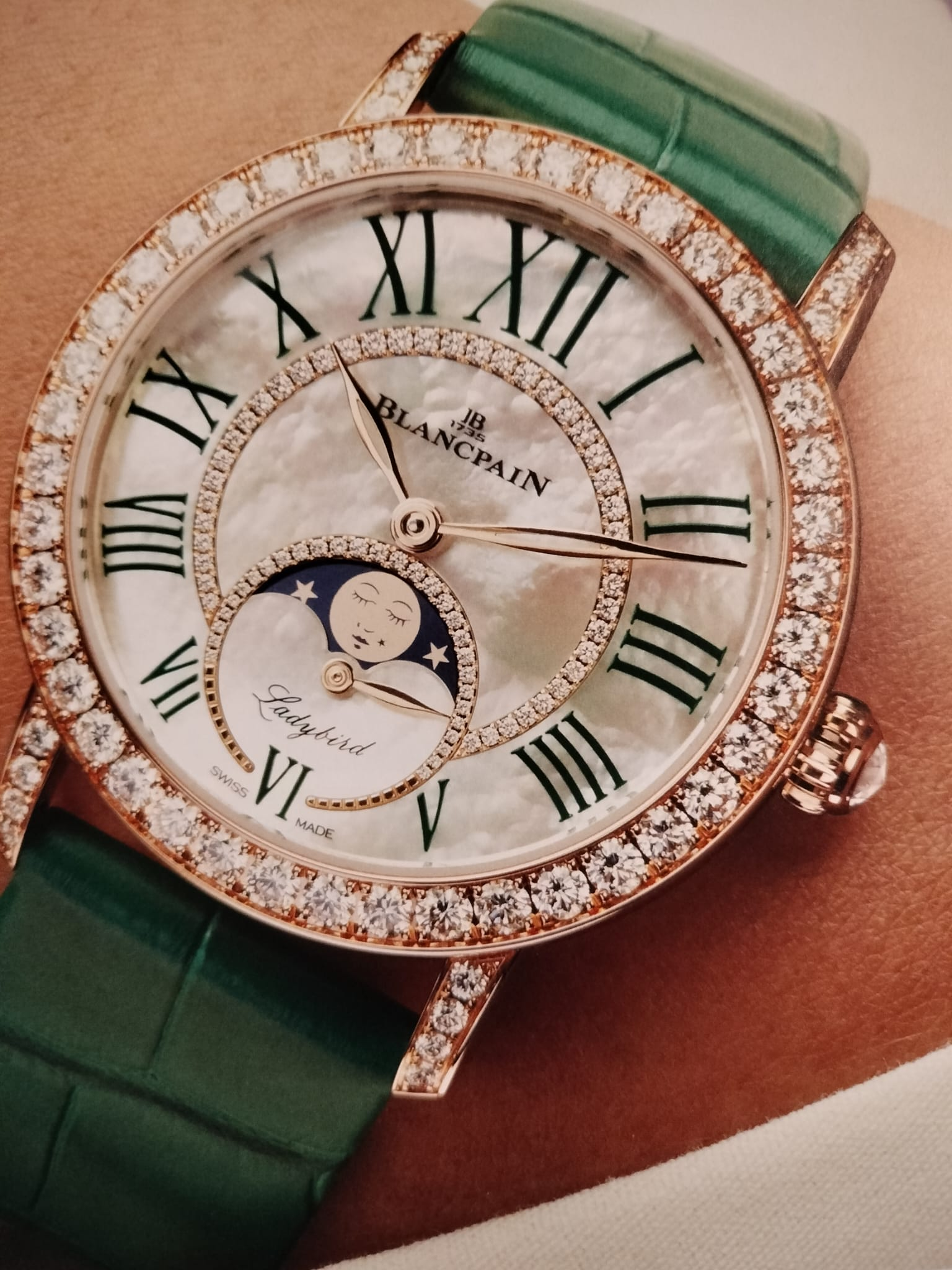
Blancpain Ladybird Colors Phase de Lune ref. 3662A-2954-55B

- Métiers d'Art, contraddistinta da quadranti di smalto dipinti a mano[77].

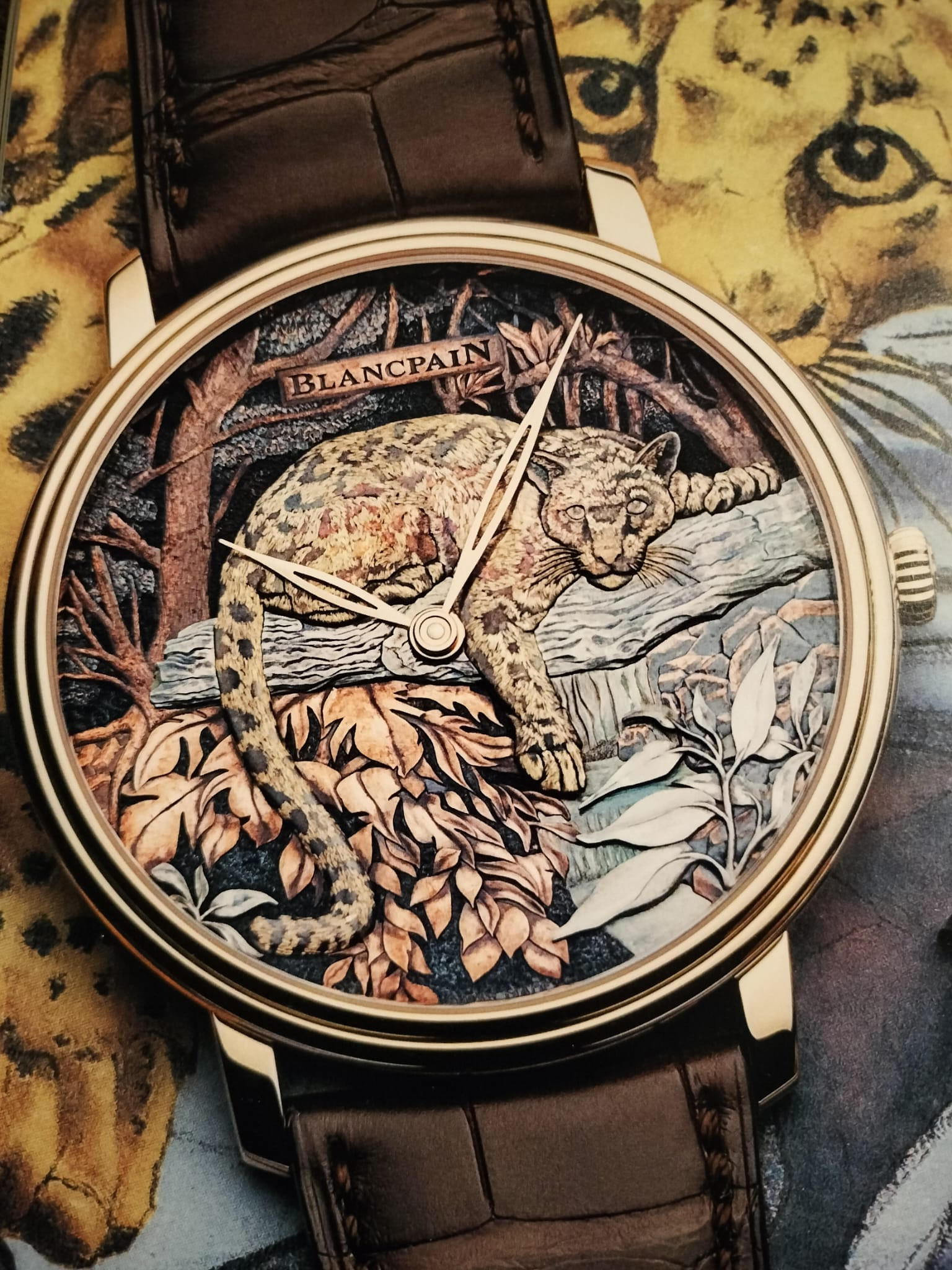
Blancpain Métiers d'Art con quadrante inciso e intarsiato ref. 6615-3616-55B

## Attività esterne

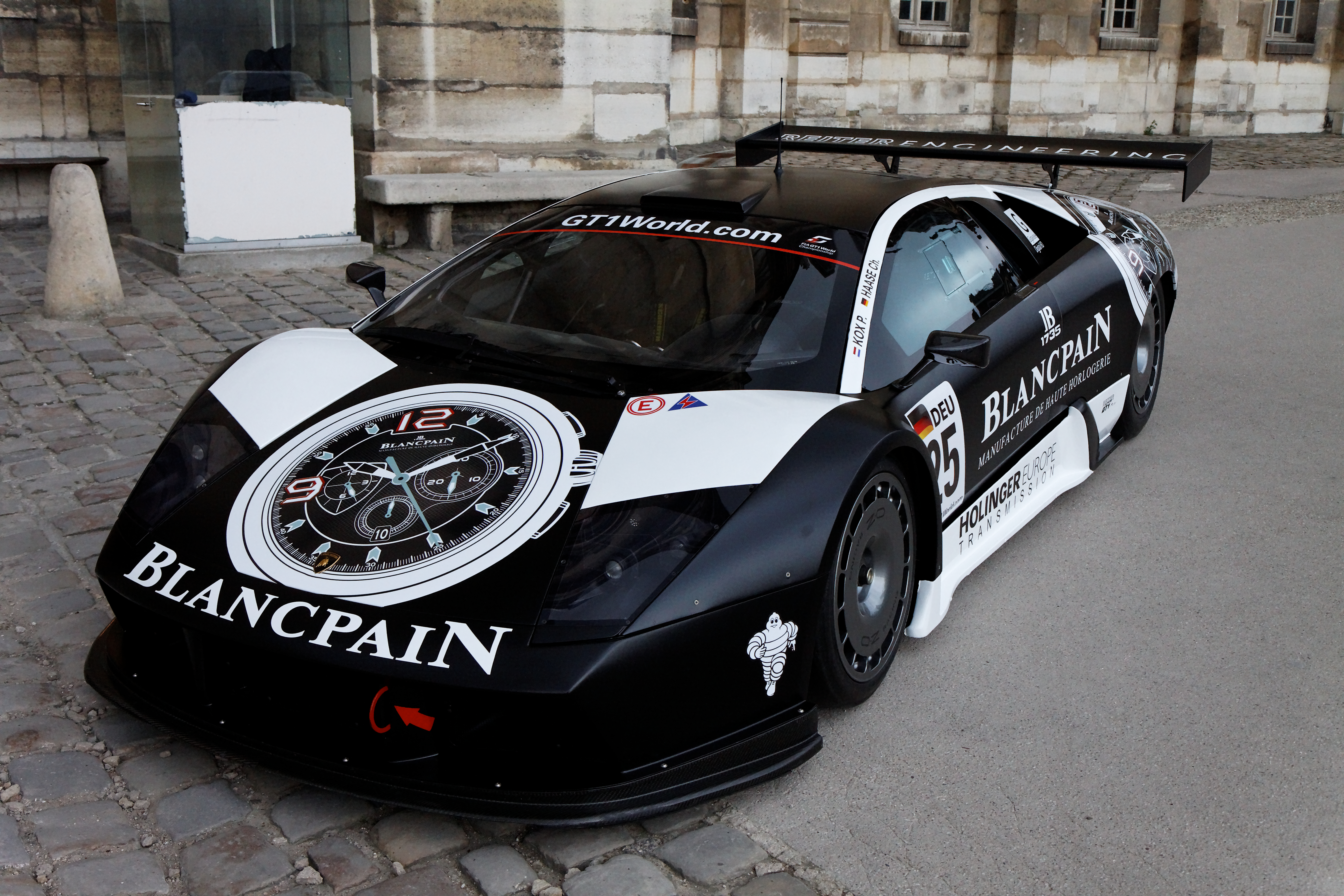
Lamborghini Murcielago al Blancpain Endurance Series

Blancpain sponsorizza molte competizioni motoristiche, tra cui l'ADAC GT Masters, il Lamborghini Super Trofeo e, in passato, la GT World Challenge Europe Sprint Cup, la GT World Challenge Europe e la GT World Challenge Europe Endurance Cup.

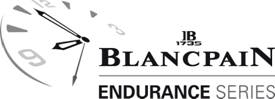
Logo Blancpain Endurance Series

L'attività più importante e nota che Blancpain promuove è il Blancpain Ocean Commitment, un impegno concreto della maison, tra le prime a creare un orologio subacqueo, nella difesa e salvaguardia dei mari a partire dagli anni Duemila. Inoltre dal 2012 Blancpain supporta i World Ocean Summit in collaborazione con il The Economist. Collateralmente all'Ocean Commitment, Blancpain allestisce dal 2013 una competizione fotografica subacquea chiamata Oceans.
Inoltre nel 2018 ha istituito il premio letterario cinese Blancpain-Imaginist con cui promuovere la cultura e la letteratura cinese nel mondo.